# George Santos
George Anthony Devolder Santos (Queens, Nueva York, 22 de julio de 1988) es un político estadounidense que se desempeñó como representante de los Estados Unidos para el 3.º distrito congresional de Nueva York de enero a diciembre de 2023. Miembro del Partido Republicano, fue elegido al Congreso en 2022 después de postularse sin éxito en 2020. Santos se convirtió en el primer miembro abiertamente LGBT elegido al Congreso como republicano no titular. Fue expulsado del Congreso el 1 de diciembre de 2023, convirtiendo a Santos en la sexta persona expulsada en la historia de la Cámara.
Santos creció en el distrito de Queens de la ciudad de Nueva York y vivió en Brasil durante un tiempo. Después de regresar a los Estados Unidos trabajó para diversas empresas en Nueva York y Florida. En 2021, fundó una empresa llamada Devolder Organization, pero se sabe poco públicamente sobre el negocio y sus afirmaciones al respecto han sido contradictorias. Santos ha hecho numerosas afirmaciones falsas o dudosas sobre su biografía, historial laboral, antecedentes penales, situación financiera, origen étnico, religión y otros asuntos, tanto en público como en privado. Seis semanas después de su elección, numerosos medios de comunicación informaron que gran parte de su biografía autoeditada parecía ser inventada, incluidas afirmaciones sobre su ascendencia, educación, historial laboral, obras de caridad, propiedad y delitos de los que afirmaba ser víctima. Santos ha admitido haber mentido sobre su educación y su historial laboral.
En 2010, Santos confesó haber cometido fraude con cheques en Brasil en 2008, pero no compareció ante el tribunal en 2011, dejando el caso sin resolver. Tras su elección, las autoridades brasileñas revivieron el caso a finales de 2022. Posteriormente, Santos accedió a declararse culpable. Además, ha habido varias sentencias contra Santos en Estados Unidos en casos de desalojo y deuda personal. En 2022, fue acusado de no pagar miles de dólares en sentencias de la década de 2010, lo cual admitió. En Estados Unidos, los cargos de robo mediante engaño se retiraron en 2017 y luego se eliminaron.
Dos acusaciones federales de 2023 alegan 23 cargos relacionados con fraude contra Santos, de los cuales se declaró inocente. Rechazó los llamados a dimitir y sobrevivió a una votación inicial de expulsión. Después de que el Comité de Ética de la Cámara de Representantes publicara en noviembre un informe que implicaba a Santos en fraude, anunció que no se presentaría a la reelección. Fue expulsado de la Cámara de Representantes por 311 a 114 votos, superando la mayoría necesaria de dos tercios, el 1 de diciembre.

## Primeros años y educación
George Anthony Devolder Santos nació el 22 de julio de 1988, hijo de Fátima Aziza Caruso Horta Devolder y Gercino Antônio dos Santos Jr. (conocido como Junior), quienes eran nacidos en Brasil; tiene una hermana menor, Tiffany.
Sus abuelos maternos, Paulo Horta Devolder y Rosalina Caruso Horta Devolder, también nacieron en Brasil. Tres de sus cuatro bisabuelos maternos también nacieron en Brasil, y el otro nació en Bélgica en 1863 y emigró a Brasil en 1884. Fátima Devolder emigró a Florida como trabajadora migrante para recoger frijoles en 1985. Más tarde se mudó a la ciudad de Nueva York y trabajó como ama de llaves, cocinera y niñera. Gercino Santos trabajó como pintor de casas, una profesión que George dice que su padre a menudo lo instaba a ejercer debido a sus ingresos estables. George dijo que lo intentó, pero pronto lo rechazó debido al dolor de espalda resultante. Santos ha reclamado la doble ciudadanía en Estados Unidos y Brasil a través de sus padres.
Santos ha dicho que su familia era pobre durante su infancia y vivía en un sótano infestado de ratas en el barrio de Jackson Heights, en Queens, cerca de un enclave de inmigrantes brasileños en Astoria. Familiares y amigos recordaron que sus padres y una tía le conseguían a Santos todo lo que quería, especialmente muñecos, juguetes y ropa. La televisión familiar estaba constantemente sintonizada con la cadena brasileña Globo TV. El matrimonio de los Santos parece haber terminado en 1998, cuando los registros en el estado natal de Gercino, Minas Gerais, muestran que se volvió a casar allí. Santos permaneció cerca de su madre, vivió con ella de forma intermitente hasta su muerte y mantuvo un contacto poco frecuente con su padre, con quien se dice que tiene una relación tensa. Según el biógrafo Mark Chiusano, Santos desarrolló una reputación dentro de su familia por sus engaños y robos durante su infancia.
Santos tiene un GED (Certificado de Equivalencia de Escuela Secundaria). Asistió a la Escuela Intermedia 125 (también conocida como Escuela Intermedia IS 125 Thomas J. McCann Woodside) en Woodside, Queens, y a la Escuela Primaria 122 (también conocida como PS122 The Mamie Fay School) en Astoria. Su compañera de clase Tiffany Bogosian, quien más tarde defendió exitosamente a Santos en un caso penal, recuerda que tomó clases de inglés como segunda lengua, como muchos otros estudiantes de familias inmigrantes en las escuelas, y a menudo se ofrecía a llevar a las niñas de compras al cercano centro comercial Queens Center Mall.

### En Brasil
George se mudó a Niterói en la región metropolitana de Río de Janeiro de Brasil, donde vivía entonces Fátima, alrededor de 2008 y vivió allí hasta 2011, aunque los conocidos de Santos de ese período no están seguros de si vivió en Brasil todo ese tiempo, o simplemente vino de Estados Unidos de visita. Muchos lo conocían como Anthony Devolder. Fátima vivía en circunstancias difíciles, trabajaba en trabajos ocasionales, se mudaba con frecuencia debido al impago del alquiler y obtenía electricidad ilegalmente, pero Santos le dijo a la gente que su familia tenía dinero ya que su padre era un ejecutivo bien pagado en Nueva York. A menudo parecía tener dinero y gastarlo libremente, pero nadie podía decir si trabajaba en Brasil y, de ser así, en qué consistía ese trabajo.
Un amigo de esa época dice que Santos estaba muy involucrado en el activismo LGBT local, repartiendo folletos y asistiendo regularmente a reuniones de un grupo activista local y a desfiles del Orgullo LGBT. Dos antiguos conocidos dijeron que compitió como drag queen en concursos de belleza brasileños en 2008 usando el nombre de drag Kitara Ravache, y uno dijo que Santos comenzó a vestirse en drag en 2005. Manoel Antiqueira, quien interpreta a Eula Rochard como drag, recuerda que Santos regresó de un viaje a Estados Unidos en 2007 con materiales costosos para un vestido que no estaban disponibles en Brasil en ese momento. Santos negó haber sido drag queen, calificó las acusaciones de «categóricamente falsas» y acusó a los medios de hacer «afirmaciones escandalosas sobre mi vida»;  Dos días después, dijo: «No, no era drag queen en Brasil, muchachos», diciendo con respecto a imágenes que aparentaban mostralo en drag, «Era joven y me divertí en un festival».
Mientras estuvo en Brasil, los puntos de vista políticos de Santos fueron determinados por el fuerte apoyo general de su familia al político de derecha Jair Bolsonaro, diputado federal en ese momento y que luego se convirtió en presidente del país. A esto se sumó el desdén por Luiz Inácio Lula da Silva, a quien los Santos han menospreciado con frecuencia en las redes sociales. A pesar de la abierta homofobia de Bolsonaro, Santos lo apoyó, a menudo haciendo declaraciones similares en persona, pero no en las redes sociales hasta que defendió a Bolsonaro en un tuit de 2021. Después de ganar las elecciones a la Cámara de Representantes al año siguiente, publicó en Instagram una foto suya con la igualmente conservadora aliada de Bolsonaro, Carla Zambelli.
Santos, junto con su madre, era un ávido jugador de bingo (el bingo comercial es ilegal en Brasil, pero esa prohibición no se aplica seriamente). Una noche conocieron a Adriana Parizzi, otra conocida de Rochard que en aquella época vivía principalmente de una gran cantidad de dinero que heredó de sus padres tras la muerte de éstos (que no supo administrar bien). Ella y George se hicieron amigos cercanos y gastaron lo que ahora estima que fueron miles de dólares de su dinero en bingo, comida y moteles que los dos disfrutaban juntos. Cuando Santos decidió regresar a Nueva York en 2011 después de su arresto por fraude con cheques, ella pagó el pasaje aéreo para él, ella y su hija.

## Carrera temprana
Desde octubre de 2011 hasta julio de 2012, Santos trabajó como representante de servicio al cliente en un centro de llamadas de Dish Network en College Point (Queens). Contratado por sus conocimientos de un segundo idioma, atendía llamadas de clientes de habla portuguesa. Sus compañeros de trabajo recuerdan que tenía «el don de la palabra» y buenas habilidades telefónicas para tratar con clientes perturbados en cualquier idioma que hablara, pero también estaba dispuesto a alterar las reglas de su empleo. En su primera semana, descubrió cómo manipular el sistema para producir tiempos de llamada promedio más bajos, una métrica deseable; muchos otros empleados hicieron esto, pero les tomó mucho más tiempo aprender cómo hacerlo. En varias ocasiones, Santos salió del call center durante los turnos para ir a comprar ropa a comercios cercanos. Sus compañeros de trabajo se preguntaban por qué trabajaba allí por 12 dólares la hora, ya que a menudo afirmaba que su familia era extremadamente rica.
The New York Times verificó que en algún momento después de 2013, Santos trabajó para HotelsPro, una subsidiaria de MetGlobal con sede en Estambul, Turquía, que luego se informó que tenía muchas críticas negativas en línea. A principios de 2016, Santos se mudó a Orlando, Florida, donde HotelsPro estaba abriendo una oficina. Se registró para votar y cambió su licencia de conducir a su residencia en Florida.
A partir de 2017, utilizando el nombre de George Devolder, Santos trabajó en un puesto no confirmado para LinkBridge Investors, una pequeña empresa que «organiza conferencias a puerta cerrad» para inversores. Su formulario de divulgación de campaña de 2019 y un documento de la empresa lo enumeran como vicepresidente, pero ese mismo año, el presidente de la empresa testificó en una demanda que era un profesional independiente que trabajaba a comisión. Un comunicado de prensa de la empresa se refirió a él como su director regional de Nueva York.

### Harbor City Capital
A mediados de enero de 2020, poco después de que Santos lanzara su primera campaña para el Congreso en noviembre de 2019, comenzó a trabajar para Harbor City Capital, una firma de inversión alternativa con sede en Florida. Un año y medio después, la Comisión de Bolsa y Valores presentó una demanda civil acusando a la empresa de gestionar una inversión de 17 millones de dólares de esquema Ponzi. En junio, durante su primera candidatura al Congreso, Santos (bajo el nombre de George Devolder) abrió una oficina para Harbor City Capital en 1345 Avenue of the Americas en Medio Manhattan; al mes siguiente se convirtió en director regional de la empresa en Nueva York. Él no fue nombrado personalmente en la demanda, ni tampoco otros colegas suyos, y ha negado públicamente cualquier conocimiento del fraude. En una entrevista de 2020, Santos afirmó estar administrando 1,5 dólares. mil millones en fondos para Harbour City, con un rendimiento de ingresos de rendimiento fijo del 12 por ciento y una tasa interna de rendimiento del 26 por ciento.
Harbour City le pagó a Santos al menos hasta abril de 2021, después de lo cual fundó la Organización Devolder, que afirma ser la base de su riqueza. Intrater ha dicho que Santos le dijo que lo habían despedido de Harbor City antes debido a conflictos con sus actividades políticas. Pero el fundador de la empresa ha dicho que Santos fue «definitivamente uno de los que recibió el aviso de que todo lo que teníamos, había sido congelado». Otro inversionista que Santos había presentado a Harbor City dijo que Santos lo llamó después de que se presentó la demanda ante la SEC, gritando que, como resultado, había perdido un millón de dólares.

### Organización Devolder
Santos ha dado explicaciones inconsistentes sobre los negocios de la empresa. La investigación del Comité de Ética de la Cámara de Representantes encontró que Santos había incorporado Devolder en mayo de 2021, aunque había declarado ingresos provenientes de ella en su declaración de impuestos de 2020.
Según sus declaraciones financieras, él era el único propietario y miembro administrador de la empresa que el sitio web de su campaña había llamado propiedad familiar y administraba 80 millones de dólares en activos. En cuanto a los formularios de divulgación financiera, Santos llamó a Devolder una firma de «consultoría de introducción de capital». Aunque tiene su sede en Nueva York, la empresa estaba registrada en Florida, donde se disolvió en septiembre de 2022 por no presentar informes anuales. Santos dijo que su contador no había cumplido con el plazo de presentación anual. Durante su campaña en el Congreso de 2022, Santos prestó a su campaña más de 700 000 dólares e informó haber recibido un salario de 750 000 dólares y dividendos de 1 a 5 millones de dólares de Devolder, aunque también enumeró el valor estimado de la empresa en el mismo rango. Fue reinstaurado el 20 de diciembre.
A pesar de las afirmaciones sobre el tamaño de la empresa, los formularios de divulgación financiera de Santos no incluían ningún cliente que utilizara los servicios de la empresa; Tres expertos en derecho electoral entrevistados por el Times afirmaron que esta omisión «podría ser problemática si tales clientes existen». En julio de 2022, Dun & Bradstreet estimó los ingresos de Devolder en menos de 50.000 dólares. Marshall informó que Santos se incluyó a sí mismo como el agente registrado en la documentación, lo que sólo se podía hacer si vivía en Florida y no en Nueva York. Dio como dirección postal de la empresa un apartamento en Merritt Island comprado por una pareja en agosto, una dirección propiedad del director de tecnología de Harbor City, Jayson Benoit.
El Comité de Ética concluyó que las declaraciones de Devolder de 2021 mostraban que la empresa había perdido 13.000 dólares ese año. En el momento en que presentó su declaración de divulgación financiera de 2022, Devolder tenía $4 en la cuenta bancaria de Long Island que Santos había abierto para ello. Cuando solicitó la cuenta, le había dicho al banco que Devolder obtenía 800.000 dólares de beneficios netos cada año y recaudaba 1,5 millones de dólares, una cantidad muy superior a lo que los registros bancarios mostraban que alguna vez había tenido en sus arcas. «El uso que el representante Santos hacía de sus cuentas comerciales y personales en este banco parecía ser principalmente para depositar y luego retirar fondos, a menudo en cajeros automáticos y/o en transacciones exclusivamente en efectivo», informó el comité. «La fuente de los importantes depósitos en efectivo, que a menudo se realizaron justo antes de un retiro por una cantidad similar, aún no está clara».

## Actividades políticas
Santos era presidente de United for Trump, un pequeño grupo con sede en el estado de Nueva York que apoyaba la reelección de Donald Trump. En julio de 2019, el grupo organizó una contraprotesta a una manifestación anti-Trump en Búfalo, Nueva York, que provocó comentarios a gritos entre los grupos y una pelea a puñetazos entre dos hombres. Santos intentó establecer una sociedad de responsabilidad limitada y pidió a los miembros del grupo que recaudaran 20.000 dólares para una manifestación prevista para agosto en Búfalo con «oradores creíbles», un contador y un abogado como anticipo. Otros miembros cuestionaron la necesidad de aumentar la cantidad solicitada; el evento no se llevó a cabo y sólo se recaudaron $645. Se desconoce qué pasó con el dinero.

## Cámara de Representantes de los  Estados Unidos

### Elecciones

#### Campaña de 2020
Santos se postuló como republicano para la Cámara de Representantes de los Estados Unidos en el 3.º distrito congresional de Nueva York, contra el titular demócrata Tom Suozzi, lanzando su campaña en noviembre de 2019. Normalmente, el Comité Republicano del condado de Nassau, conocido por el estricto control que ejerce su liderazgo sobre las contiendas a menudo competitivas para sus nominaciones, habría desalentado a un candidato desconocido con tan mínima experiencia. Pero la pandemia deprimió el interés en la carrera y se esperaba que Suozzi ganara cómodamente en cualquier caso. Ningún otro candidato presentó sus nombres, dejando a Santos como el nominado ese año. Los republicanos de Queens, todavía enojados por su fallido desafío el año anterior, no lo apoyaron. Santos recaudó fondos, habló con grupos de donantes y asistió a una sesión de banca telefónica en Mar-a-Lago con los hijos de Donald Trump; sus esfuerzos impresionaron a los funcionarios del partido. Compró mesas enteras en eventos de Young Republicans de Nueva York. Otros candidatos que hicieron las mismas rondas notaron que Santos exageraba repetidamente sus totales de recaudación de fondos, con un amplio contraste entre lo que dijo y lo que informó en sus formularios de divulgación de finanzas de campaña.
Suozzi recordó más tarde que no tenía dudas de que derrotaría a Santos, un desconocido que no contaba con suficientes recursos y que en ese momento estaba registrado para votar en una zona de Queens que entonces estaba fuera del distrito. Cuando los periodistas lo presionaron acerca de vivir fuera del distrito, Santos afirmó una dirección que resultó ser la de su tesorero de campaña.  Suozzi recordó que durante sus pocas apariciones conjuntas en la campaña, Santos «pareció un farsante» y que debido a que Santos era tan poco conocido en el distrito, la campaña de Suozzi decidió no pagar la investigación de la oposición, decidiendo que sería contraproducente aumentar el reconocimiento de su nombre llamando la atención sobre él, incluso negativamente. Suozzi ganó, como se esperaba, con un 55,9 por ciento frente a un 43,4 por ciento, un margen de unos 46 000 votos. A pesar de la derrota, los republicanos locales quedaron gratamente sorprendidos por el desempeño de Santos.

##### Negativa a aceptar los resultados electorales
Santos se negó a aceptar su derrota de 2020 y afirmó falsamente que los totales de votos habían sido manipulados. Comenzó a recaudar dinero y a contratar personal adicional para un recuento, insistiendo en que la mitad de los votos demócratas deberían haber sido descartados y se negó a abandonar la sesión de orientación para los nuevos miembros del Congreso incluso después de que se certificara la victoria de su oponente.
Santos habló en un mitin «Stop the Steal» el día antes del asalto al Capitolio del 6 de enero de 2021, y le dijo a la multitud que le robaron las elecciones que perdió por 13 puntos en 2020. El 6 de enero, asistió al mitin Save America de Trump en The Ellipse en Washington D. C.. Más tarde dijo que Trump «estaba lleno de energía», pronunció «un gran discurso» y estaba «en su máxima expresión» ese día. Después del discurso, una turba de partidarios de Trump atacó el Capitolio, interrumpiendo el recuento de los votos electorales que formalizó la derrota de Trump en las elecciones presidenciales de Estados Unidos de 2020. Santos dijo más tarde que «nunca estuvo en los terrenos del Capitolio» el 6 de enero, lo calificó como un «día triste y oscuro» y reconoció que Joe Biden ganó las elecciones de 2020.

#### Campaña de 2022
Poco después de su derrota ante Suozzi, Santos formó GADS PAC, un Leadership PAC, y comenzó a recaudar dinero para postularse nuevamente. El expresidente del comité republicano del estado de Nueva York, Nick Langworthy (que fue elegido al Congreso en 2022, junto con Santos) dijo que «George nunca dejó de ser candidato» y «estaba pasando tiempo en Mar-a-Lago, recaudando dinero en diferentes círculo».
La representante de Nueva York, Elise Stefanik, fue una de las primeras en apoyarlo. Ella lo respaldó en agosto de 2021 y nueve meses después tuiteó que lo ayudó a recaudar más de 100.000 dólares en un almuerzo para recaudar fondos.
Algunos republicanos empezaron a tener reservas sobre Santos. A mediados de 2021, uno de sus exasesores se enteró de sus conexiones con Harbour City y algunas de sus prácticas comerciales, pero no logró conseguir que un periódico lo cubriera. Después de enterarse de que Santos afirmó falsamente haber contado con el respaldo de Trump, una importante donante republicana de Nueva York que no pudo verificar su supuesto historial laboral compartió sus sospechas con amigos cercanos a Stefanik. Diciendo que estaban «cansados de ser engañados», el grupo le pidió a Santos su currículum; él se negó y les dijo que la solicitud era «invasiva».
Con el permiso de Santos, su campaña encargó un estudio de vulnerabilidad sobre él a finales de año. Algunos miembros del personal de su campaña quedaron tan desconcertados por lo que encontró el estudio de cien páginas (incluido mucho de lo que posteriormente se hizo público, como preguntas sobre sus afirmaciones educativas, laborales y ancestrales, y discrepancias en sus estados financieros) que le aconsejaron que abandonara la carrera. Él se negó, cuestionando algunos de los hallazgos del estudio y diciendo que les mostraría sus diplomas. Nunca lo hizo, y después de que les dijo que no creía que la información fuera tan dañina como ellos, el personal de la campaña dimitió. Los que se quedaron se preocuparon cada vez más por la propensión de Santos a mentir y le pidieron que buscara algún tipo de ayuda profesional.
Según fuentes anónimas, Dan Conston, un aliado de Kevin McCarthy y líder del Congressional Leadership Fund, el principal Súper PAC republicano de la Cámara de Representantes, expresó a los líderes del Congreso y a los donantes sus preocupaciones de que Santos pudiera ser revelado como un fraude. A través de Stefanik, Santos pudo contratar nuevo personal. Exigió que los empleados fallecidos firmaran acuerdos de confidencialidad.
Los funcionarios republicanos habían discutido en privado las dudas sobre el empleo anterior y la riqueza personal de Santos, pero asumieron que habría sido examinado en 2020. Algunos republicanos intentaron reclutar al senador estatal Jack Martins. Después de que otro candidato habló de postularse, Santos y sus PAC donaron $ 185 000 al comité republicano del condado, que pronto lo respaldó. Los republicanos asumieron que Santos volvería a competir contra Suozzi, por lo que los republicanos del condado de Nassau concentraron sus esfuerzos en cargos estatales y locales.
Después de que Suozzi anunciara en noviembre de 2021 que no buscaría la reelección al Congreso y, en cambio, desafiaría a Kathy Hochul por la nominación demócrata a gobernador, el escaño quedó abierto, lo que mejoró las posibilidades de los republicanos.
Sin oposición para la nominación republicana, Santos se postuló para el escaño vacante contra el candidato demócrata Robert Zimmerman, quien se había postulado para un escaño similar en el cuarto distrito 40 años antes, asegurando la nominación de 2022 a fines de agosto en una primaria entre seis candidatos. Su campaña tuvo acceso a un expediente de investigación de la oposición de 78 páginas sobre Santos que había compilado el Comité Demócrata de Campaña del Congreso (DCCC), que, además de declaraciones de posiciones políticas anatema para los votantes demócratas, encontró algunos de los problemas con el historial de Santos. Se señaló que algunos de ellos necesitaban más investigación, como si Santos tenía antecedentes penales. Dado que esa investigación adicional costaría miles de dólares, Zimmerman decidió que en el tiempo limitado que tenía hasta las elecciones, su campaña centraría su gasto en publicidad y extensión a los votantes.
En septiembre de 2022, The North Shore Leader, un periódico semanal que atiende a las «comunidades locales en gran parte ricas en la costa norte de Long Island», informó sobre el empleo de Santos en Harbor City y también sobre las preguntas planteadas por los formularios de declaración financiera personal de Santos, como sus reclamaciones de riqueza personal. En un editorial de octubre, el periódico respaldó a Zimmerman, diciendo que Santos era «extraño, sin principios y superficial» y «muy probablemente sólo un fabulista, un farsante». Ningún otro medio de comunicación informó sobre el asunto hasta después de las elecciones.
Los trabajadores de la campaña describieron más tarde a la organización como «descuidada» y al lugar de trabajo como «tóxico». Santos prefería contratar trabajadores más jóvenes y menos experimentados que fueran menos propensos a dudar de él. Un exempleado describió a Santos como «muy exigente», diciendo que hubo un sentimiento de paranoia durante toda la campaña. Aunque llevaba a Santos a la oficina todos los días, el exempleado recordó estar confundido porque Santos se jactaba de poseer una propiedad en Nantucket mientras lo recogían en un pequeño apartamento en Queens. Otra empleada recordó que sus llamadas telefónicas y correos electrónicos no fueron respondidos durante varios días después de que los envió.
Al final de la campaña, ambos partidos se dieron cuenta de que las elecciones en Long Island serían reñidas y podrían decidir el control de la Cámara. Un comité de acción política demócrata gastó 3 dólares millones en la carrera del tercer distrito para apoyar a Zimmerman. Del lado republicano, el Congressional Leadership Fund (CLF) no gastó nada y al mismo tiempo comprometió 1,5 millones de dólares a las elecciones vecinas de los distritos 2 y 4, que también ganaron finalmente los republicanos. Las fuentes dijeron al Times que los líderes del CLF habían sido informados de los problemas con Santos.
Santos derrotó a Zimmerman en las elecciones de noviembre de 2022, por un margen del 8 por ciento, cambiando el distrito (en lo que los observadores vieron como una «leve sorpresa») y ayudando a los republicanos a retomar el control de la Cámara por un estrecho margen. Su elección lo convirtió en el primer republicano LGBT no titular elegido para un cargo federal.

#### Campaña de 2024
Cuando la campaña de Santos anunció en abril de 2023 que buscaría la reelección el año siguiente, su comunicado de prensa lo llamó «estadounidense de primera generación». Cuando se le pidió una aclaración, la campaña dijo a Vice que él era un «estadounidense de primera generación» en el sentido de que nació de padres inmigrantes en Estados Unidos.
Dado que había informado haber recaudado más de 5.000 dólares en contribuciones de campaña a finales de enero de 2023, la Comisión Federal Electoral (FEC) le dio hasta mediados de marzo para declarar su candidatura en las próximas elecciones. El 14 de marzo, Santos presentó una declaración formal de candidatura ante la comisión, lo que no significaba que buscaría la reelección, sino sólo que luego planeaba hacerlo. Un mes después declaró formalmente que se presentaría nuevamente en 2024; Los presidentes de los partidos Conservador y Republicano del estado dijeron que no lo apoyarían.
Tras el fracaso de la votación de octubre de 2023 para expulsarlo de la Cámara, Santos dijo que se postularía nuevamente en 2024 incluso si fuera expulsado de la Cámara antes de las elecciones, ya que, según él, no había sido elegido debido a sus afirmaciones biográficas. «Nadie me eligió porque jugué voleibol o no. Nadie me eligió porque me gradué de la universidad o no», dijo a CNN. «La gente me eligió porque dije que vendría aquí para luchar contra el pantano, que vendría aquí para reducir la inflación, crear más empleos, hacer la vida más asequible y el compromiso con Estados Unidos».
Después de que el informe del Comité de Ética de la Cámara de Representantes del mes siguiente hiciera más acusaciones de fraude contra Santos, anunció que no se presentaría a la reelección.

### Período
El 11 de enero, cuatro congresistas republicanos de Nueva York que también habían sido elegidos en 2022 (Anthony D'Esposito, Nick LaLota, Nick Langworthy y Brandon Williams) pidieron la dimisión de Santos. Los otros dos nuevos miembros republicanos del Congreso por Nueva York, Marc Molinaro y Mike Lawler, hicieron lo mismo. Joseph Cairo, presidente del Partido Republicano del condado de Nassau, también pidió la dimisión de Santos, diciendo que había «deshonrado a la Cámara de Representantes y no lo consideramos uno de nuestros congresistas».
Santos se negó a dimitir  y mantuvo el apoyo de los líderes republicanos de la Cámara, incluido el entonces presidente de la Cámara Kevin McCarthy, el líder de la mayoría de la Cámara Steve Scalise y la representante Elise Stefanik (la cuarta republicana de mayor rango en la Cámara), quienes dependieron en parte del voto de Santos para apoyar su muy estrecha mayoría en la Cámara (cuatro escaños). McCarthy no negó a Santos asignaciones en el comité ni le impuso ninguna sanción por las tergiversaciones que hizo durante su campaña. Santos fue asignado a los comités de pequeñas empresas y de ciencia, espacio y tecnología. El 31 de enero, anunció en una reunión de los republicanos de la Cámara de Representantes que dejaría vacante su membresía en el comité, pero dijo que la medida era temporal.
En febrero de 2023, Santos copatrocinó un proyecto de ley para designar el «fusil tipo AR-15» como Arma Nacional de los Estados Unidos.
En 2023, Santos votó a favor de los proyectos de ley clave apoyados por el liderazgo republicano de la Cámara. Después de su acusación en mayo, los líderes republicanos de la Cámara de Representantes reiteraron que no buscarían obligar a Santos a renunciar ni expulsarlo de la Cámara. Un intento posterior de los demócratas de forzar una votación sobre una resolución de expulsión fue bloqueado y remitido al Comité de Ética. 
Más tarde, en 2023, los demócratas de la Cámara de Representantes anunciaron que presentarían una resolución para censurar a Santos. A diferencia de una expulsión, la medida necesitaría sólo una mayoría simple para ser aprobada. Los demócratas dijeron que los republicanos que habían criticado informalmente a Santos no deberían tener problemas con un voto de censura. Cinco republicanos de Nueva York que ya habían pedido la renuncia de Santos (LaLota, Molinaro, D'Esposito, Langworthy y Lawler) dijeron que votarían a favor de la censura, al igual que el republicano de Ohio Max Miller.
Roll Call informó en julio de 2023 que la oficina de Santos estaba considerablemente por detrás de la de los miembros de los distritos vecinos en el manejo de solicitudes de servicios a los electores. Ni el Servicio de Impuestos Internos ni la Administración de Pequeñas Empresas, las agencias federales que manejan la mayor parte de esas solicitudes, informaron haber recibido o procesado alguna de la oficina de Santos. Los siete casos que su oficina afirmó que fueron o habían sido ante esas agencias fueron pocos en comparación con los miembros vecinos D'Esposito y LaLota. Si bien este último había anunciado que manejaría las solicitudes de los electores de Santos, las reglas de ética de la Cámara limitan la cantidad de servicios que los miembros pueden realizar para los no electores, por lo que la mayoría fueron remitidos a las oficinas de los senadores Kirsten Gillibrand y Charles Schumer, quienes no dijeron cuántos venían del tercer distrito.
Santos estuvo entre los 71 republicanos que votaron en contra de la aprobación final de la Ley de Responsabilidad Fiscal de 2023 en la Cámara.
En octubre, Santos votó a favor de mantener a McCarthy como presidente de la Cámara cuando ocho republicanos se unieron a los demócratas de la Cámara de Representantes para destituirlo. Se negó a apoyar a Steve Scalise como sustituto de McCarthy, ya que el congresista de Luisiana no había buscado personalmente el apoyo de Santos. «He llegado a la conclusión de que mi voto no le importa», dijo. Después de que Scalise abandonara la carrera, Santos no dijo si apoyaría al representante de Ohio Jim Jordan. Prometió dimitir y reducir la mayoría del partido si los republicanos trabajaban con Hakeem Jeffries u otros demócratas para elegir a un demócrata, o a un republicano «en deuda» con los demócratas.

## Posiciones políticas
Santos se ha alineado con el expresidente Donald Trump. En un evento de marzo de 2019 celebrado por la conservadora #WalkAway Foundation que alentó a los miembros de la comunidad LGBTQ a abandonar el Partido Demócrata, Santos (presentándose como Anthony Devolder) afirmó haber formado un grupo llamado United for Trump y le pidió a Blaire White, una YouTuber transgénero, cómo ella «puede ayudar a educar a otras personas trans para que no tengan que seguir la narrativa que presentan los medios y los demócratas». En 2023, Santos asistió a una manifestación de simpatizantes frente al tribunal de Manhattan donde Trump fue procesado por delitos graves de falsificación de registros comerciales.
Santos ha calificado brutalidad policial como un «concepto inventado». En un discurso de 2022 ante el Whitestone Republican Club en Whitestone, Queens, Santos calificó el aborto de «bárbaro» y lo comparó con la esclavitud.
En octubre de 2023, después del ataque del 7 de octubre de Hamás contra Israel, Santos dijo: «Creo que cada centímetro [de Estados Unidos] en este momento debería ser mapeado nuevamente y completamente controlado. No me importa si entramos en un estado policial durante un par de meses».

## Falsas declaraciones biográficas
El 19 de diciembre, después de que Santos ganara las elecciones pero antes de asumir el cargo en enero de 2023, The New York Times informó que tergiversó muchos aspectos de su vida y carrera, incluida su educación y su historial laboral. El mismo día, el abogado de Santos negó las acusaciones, pero no presentó ninguna prueba para sustentar sus afirmaciones. El 21 de diciembre, The Forward y Jewish Insider informaron que Santos había mentido acerca de que su familia tenía herencia judía. Sus afirmaciones iniciales de que sus abuelos maternos eran refugiados judíos del Holocausto que huyeron de la Ucrania soviética y de la Bélgica ocupada por los alemanes eran falsas; sus dos abuelos maternos nacieron en Brasil. El 22 de diciembre, la fiscal general de Nueva York, Letitia James, anunció que se había abierto una investigación sobre Santos.
El 26 de diciembre Santos rompió su silencio con entrevistas radiales en WABC  y en el New York Post. Negó ser un criminal a la radio WABC y dijo: «No soy un fraude. No soy un criminal que defraudó a todo el país e inventó este personaje ficticio y se postuló para el Congreso». Santos admitió al Post que mintió acerca de graduarse de la universidad y trabajar para Goldman Sachs y CitiGroup. Durante la entrevista, dijo: «Nunca dije ser judío. Soy católico. Como supe que mi familia materna tenía antecedentes judíos, dije que era 'algo judío'». El 28 de diciembre, los fiscales federales del Distrito Este de Nueva York estaban investigando las finanzas de Santos, y el fiscal de distrito del condado de Nassau lo estaba investigando por razones no especificadas.

### Familia
En 2020, Santos afirmó que era birracial y que su padre, nacido en Brasil, tenía raíces en Angola, una afirmación que Jewish Insider no pudo confirmar.
Santos fue criado como católico, pero en varios momentos de su carrera afirmó ser «judío»; «medio judío»; un judío no observante; «un judío estadounidense orgulloso»; y un «judío latino»; en otros momentos, Santos se ha descrito a sí mismo como católico.
En una aparición en enero de 2020 en Talking GOP, un programa de televisión por cable que copresentó, Santos afirmó que su abuelo materno creció como judío, se convirtió al catolicismo antes del Holocausto y crio a sus hijos como católicos. Santos dijo: «Soy católico» y que no estaba «tratando de reclamar herencia judía», pero también: «Creo que, al final, todos somos judíos, porque Jesucristo es judío. Y si crees en Jesús, y todos somos hermanos en Cristo, quiero decir». El video resurgió a principios de 2023.
En su aparición en un programa de radio de octubre de 2020, Santos afirmó que el demócrata Steve Israel, quien representó al distrito del Congreso que incluía partes de la costa norte de Long Island y una parte del noreste de Queens desde 2001 hasta 2017, le ofreció su apoyo durante un evento organizado por el Consejo por una América Segura, un grupo bipartidista copresidido por Israel. Santos afirmó que Israel le dijo: «Vas a ser el primer republicano por el que voto en mi vida». Israel negó haber dicho algo así y Santos no apareció en la lista de invitados al evento. Por lo demás, Santos no mencionó mucho su supuesta ascendencia judía durante su campaña de 2020, pero se refirió a ella con frecuencia en 2022, cuando todos los candidatos que buscaban la nominación demócrata para reemplazar a Suozzi eran judíos.
En una reunión en el PAC Estados Unidos-Israel un mes antes de su elección de 2022, Santos cortejó a activistas proisraelíes afirmando falsamente ser «halájicamente judío», según los asistentes. Un copresidente de la organización dijo que esto sirvió para dar la impresión de que la madre de Santos era judía, provocando «una risa entre la multitud».
El excompañero de cuarto de Santos dijo que Santos frecuentemente hacía bromas antisemitas, alegando que eran aceptables porque era judío, y corroboró un relato de que Santos anteriormente bromeó en línea sobre Adolf Hitler matando judíos y negros.
En apariciones en los medios de comunicación de 2023, Santos afirmó que su afirmación de ascendencia judía fue reivindicada por los kits de pruebas de ADN, pero no reveló los resultados. Santos dijo a los presentadores de un podcast en mayo de 2023 que fue criado como católico pero que se consideraba un «miembro de la tribu» porque (según él) la ascendencia de su madre era predominantemente judía. Santos dijo que tenía muchos amigos judíos entre sus electores y asistía a cenas de Sabbat «con más frecuencia que la mayoría». Seis meses después, le prometió a Manu Raju de CNN que todavía estaba trabajando para obtener pruebas de la ascendencia de sus abuelos, pero que era difícil debido a la invasión rusa de Ucrania en curso. En Brasil, dijo, estaba «terminando de conseguir las últimas piezas», lo que describió como evidencia que mostraría que sus abuelos, después de emigrar allí, falsificaron documentos «para que puedan mezclarse y todo eso».

### Madre
En el sitio web de su campaña, Santos escribió que su madre fue «la primera mujer ejecutiva de una importante institución financiera», trabajó en la Torre Sur del World Trade Center y murió «unos años después» tras sobrevivir a los atentados del 11 de septiembre de 2001. Pero en su solicitud de visa de 2003 para regresar a Estados Unidos desde Brasil, su madre afirmó que no había estado en el país desde 1999; En junio de 2001, Fátima informó que vivía en Brasil. Su ocupación actual ha sido descrita como trabajadora doméstica o enfermera de atención domiciliaria.
A su muerte, un periódico brasileño la describió como cocinera. Los antiguos compañeros de cuarto y amigos de Santos dijeron que ella no hablaba inglés. En julio de 2021, Santos escribió que «el 11 de septiembre se cobró la vida de mi madre». En una entrevista de octubre de 2021, dijo que su madre quedó «atrapada en la nube de cenizas» durante el 11 de septiembre, pero «nunca solicitó ayuda» porque la familia podía pagar las facturas médicas. En diciembre de 2021, escribió que su madre había muerto cinco años antes. En diciembre de 2022, afirmó que sus padres sobrevivieron estando «allí abajo» en el World Trade Center durante el 11 de septiembre. Un sacerdote de la iglesia católica de la familia informó que Santos le dijo que la familia no podía pagar un funeral cuando su madre murió en 2016. El sacerdote recordó que una colecta en una misa conmemorativa recaudó una cantidad «importante» para la familia, que entregó a Santos. También hizo que un amigo creara un GoFundMe. En noviembre de 2023, Vanity Fair informó que la funeraria nunca recibió los 6000 dólares que se le debían por sus servicios.
En su entrevista con Piers Morgan, Santos insistió en que su madre había estado en el World Trade Center el día del ataque. «Es bastante insensible intentar repetir el legado de mi madre», afirmó. «Ella no era alguien que me engañara... Sigo convencido de que esa es la verdad».

### Educación
Santos afirmó en 2019 y 2020 haber asistido a la Escuela Horace Mann, una escuela preparatoria de élite en El Bronx, antes de retirarse debido a dificultades familiares. La escuela no tiene registro de Santos. Más tarde, Santos afirmó que asistió al noveno grado en Horace Mann durante seis meses, cuando tenía entre 14 y 15 años, lo que sugiere que había asistido con uno de sus otros nombres; La escuela reiteró que había «revisado todos los registros y todos los nombres, y él no asistió».
Santos afirmó falsamente tener una licenciatura en finanzas y economía de Baruch College y haberse graduado en el percentil superior de su clase con un promedio de calificaciones de 3.89; el período de asistencia que afirmó se superpuso con su estancia en Brasil. Amigos suyos han recordado ocasiones en las que afirmaba estar tomando clases en Baruch pero nunca parecía estudiar. En enero de 2023, el presidente del Partido Republicano del condado de Nassau, Joseph Cairo, dijo durante una conferencia de prensa que Santos le había dicho falsamente que era un «jugador estrella» en el equipo de voleibol de Baruch, como lo había sido su supervisor de LinkBridge, y que había ganado el campeonato de liga. En una entrevista de radio preelectoral, Santos afirmó que su supuesta carrera en el voleibol le llevó a necesitar un reemplazo de ambas rodillas. Santos luego admitió que nunca se había graduado de la universidad.
Santos también afirmó falsamente tener una Maestría en Administración de Empresas de la Universidad de Nueva York (NYU), haber obtenido una puntuación de 710 en el Graduate Management Admission Test  (GMAT) y haber pagado sus supuestos préstamos estudiantiles para 2020. Un posible inversionista de Harbor City recordó que Santos le dijo que había rechazado una oferta para asistir a la escuela de negocios Harvard.  Gregory Morey-Parker, un compañero de cuarto que le prestó dinero a Santos en 2014 que no ha sido devuelto a pesar de una sentencia en ese sentido, recordó que Santos afirmó ser un graduado de la Escuela de Negocios Stern de la Universidad de Nueva York pero que parecía no saber su nombre; también recordó más tarde cómo la situación financiera personal de Santos fluctuaba enormemente: «[Él] iba a los bares con fajos de billetes de cien dólares y, tres días después, no tenía dinero».
En su entrevista con Morgan, Santos admitió que mintió sobre su experiencia universitaria, calificándola como «el mayor arrepentimiento de su vida». Explicó que lo hizo debido a la «expectativa de la sociedad» de tener eso como parte de su biografía, pero que no podía permitirse el lujo de asistir. Negó cualquier responsabilidad por el puntaje del GMAT que aparece en el currículum publicado por el comité republicano del condado de Nassau, diciendo: «Yo no lo proporcioné y nadie asociado conmigo lo proporcionó». Morgan preguntó por qué Santos pensaba que podía salirse con la suya mintiendo sobre su educación en una elección para el Congreso, y Santos respondió que, dado que nadie había planteado preguntas sobre esas afirmaciones durante su campaña de 2020, creía que no serían un problema en una campaña posterior. Santos culpó de las mentiras de su currículum al Partido Republicano local y dijo en una entrevista de Newsmax en febrero de 2023: «Nunca habría obtenido la nominación del Partido Republicano del condado de Nassau si no hubiera terminado la universidad».

### Empleo
Santos ha utilizado varios alias, incluidos «Anthony Zabrovsky» y «Anthony Devolder». Una página de usuario de Wikipedia de 2011 creada con este último nombre afirma que el titular de la cuenta actuó en Hannah Montana y The Suite Life of Zack and Cody.
Después de regresar de Brasil, Santos les dijo a sus amigos que había trabajado como periodista para el conglomerado de medios brasileño Globo. The New York Times no pudo encontrar su nombre en el sitio web de la organización. Santos también le dijo a un compañero de cuarto a finales de 2013 que era un modelo que había trabajado en la New York Fashion Week y que aparecería en Vogue.
Santos se llamó a sí mismo un «financiero e inversor experimentado de Wall Street» y dijo que había trabajado para Citigroup y Goldman Sachs, pero ninguna de las compañías tiene ningún registro de él. El sitio web de su campaña decía que era «un administrador de activos asociado en la división de activos reales» de Citigroup, pero la compañía vendió su división de gestión de activos en 2005, antes de que reclamara su empleo. En un podcast de 2022, Santos afirmó que mientras trabajaba en Goldman asistió a la Conferencia SALT siete años antes y criticó a la empresa por invertir en energía renovable, calificándola de estafa subsidiada por los contribuyentes. Anthony Scaramucci, quien dirige la conferencia, dijo que no hay constancia de que Santos haya asistido alguna vez.
Santos trabajó como representante de servicio al cliente en un centro de llamadas de Dish Network en College Point (Queens), de octubre de 2011 a julio de 2012, superponiéndose el tiempo que dijo que trabajó en Citigroup. Más tarde le dijo al New York Post que su reclamación ante Citigroup era «una mala elección de palabras» y que un empleador posterior había estado en «sociedades limitadas» con esas empresas. Conocidos y compañeros de trabajo dijeron que Santos afirmó que su familia era rica y tenía grandes propiedades inmobiliarias en Estados Unidos y Brasil. Repitió esta afirmación durante su campaña para el Congreso de 2022, diciendo que él y su familia poseían 13 propiedades de alquiler en Nueva York. Ninguna de estas propiedades figuraba en los formularios de divulgación financiera de su campaña ni en los registros públicos. Santos luego admitió al Post que el reclamo era falso y que no poseía propiedades a fines de 2022.
En una entrevista de noviembre de 2022, Santos habló sobre el tiroteo en el club nocturno Pulse de 2016 que tuvo lugar en Orlando y dijo que su empresa «perdió cuatro empleados» allí. The New York Times no encontró conexión entre las 49 víctimas muertas en el ataque y ninguna empresa mencionada en la biografía de Santos. En una entrevista de diciembre de 2022, Santos cambió su historia y dijo: «Perdimos a cuatro personas que iban a venir a trabajar para la empresa que estaba iniciando en Orlando».
Durante su campaña para el Congreso de 2022, Santos dijo a los posibles donantes que era productor del musical Spider-Man: Turn Off the Dark. Michael Cohl, productor principal de Spider-Man, negó que Santos estuviera involucrado en el espectáculo y los carteles del musical no contenían su nombre. Santos vivía en Brasil en 2011 cuando se inauguró el programa, y su supuesto tiempo como productor se superpone con su empleo en Dish Network.
En agosto de 2023, Santos minimizó la importancia de las muchas afirmaciones falsas o exageradas que había hecho en relación con su historial laboral, diciendo que no había publicado su currículum en línea durante su campaña. También señaló que «los estudios muestran que la mayoría de las personas mienten en sus currículums. Lamentablemente, es... la realidad».

### Residencia
Durante su campaña de 2020, Santos indicó su residencia en Elmhurst, Queens, fuera del distrito en el que entonces buscaba el cargo. Santos y su pareja se mudaron más tarde a una casa adosada en Whitestone, Queens; su dueño dijo que se habían mudado allí en julio de 2020. En marzo de 2022, Santos le dijo a Newsday que dejó Whitestone debido a un presunto incidente de vandalismo ocurrido en enero de 2021. Estuvo registrado para votar en la dirección de Whitestone durante sus campañas en el Congreso, pero no parecía vivir allí.
El casero de Santos dijo que se mudó de la residencia de Whitestone en agosto de 2022, dejando $ 17 000 en daños, pero los registros mostraron que todavía estaba registrado allí cuando votó en noviembre. Allí siguió recibiendo correo después de las elecciones, incluido el certificado de su victoria electoral, según el casero, que se había deshecho de la mayor parte del correo. Santos dijo a los periodistas que planeaba mudarse a Oyster Bay, pero aparentemente él y su pareja se mudaron a una casa en Huntington, fuera de los límites de su distrito congresual, en agosto de 2022. Le dijo al Post que la casa era de su hermana, pero el Times descubrió más tarde que ella vivía en Elmhurst.

### Victimismo
En al menos tres ocasiones Santos ha afirmado haber sido víctima de un delito que aparentemente nunca denunció a la policía. En enero de 2016, afirmó que le habían robado el dinero que iba a darle al abogado de su excasera para resolver su demanda de desalojo en su contra. Cinco años después, Santos afirmó que él y su socio habían encontrado piedras y huevos arrojados a su departamento de Whitestone después de regresar de una fiesta en Mar-a-Lago. El propietario, que vivía en la unidad inferior del edificio, no recordaba ningún incidente de este tipo y el Times no encontró ningún informe policial relevante.
Después de su victoria electoral, Santos dijo a dos periodistas brasileños en un podcast que a mediados de 2021 había sido asaltado nuevamente en la ciudad de Nueva York, esta vez cuando salía de un edificio en la esquina de la Quinta Avenida y la calle 55 en el centro de Manhattan a media tarde. Un grupo de ladrones, dijo, se llevaron su maletín, su reloj y sus zapatos y huyeron del lugar antes de que nadie, ni siquiera la policía, se diera cuenta. Vanity Fair señaló que la intersección en cuestión es una de las más transitadas de la ciudad, atravesada por aproximadamente 27 000 peatones cada tres horas durante el día. Además, el hotel de lujo The Peninsula New York está en una de las esquinas, con una joyería Harry Winston enfrente, lo que resulta en una fuerte presencia de seguridad que probablemente incluye muchas cámaras de seguridad. Santos no ha proporcionado un informe policial sobre el incidente como solicitaron los presentadores del pódcast. Su descripción de la presunta agresión incluyó un comentario que se ha caracterizado como un estereotipo «abiertamente racista» sobre la probabilidad de que los negros cometan delitos.
En octubre de 2023, Santos le dijo al Times que unos meses antes su sobrina había desaparecido de un parque infantil de Queens y fue encontrada 40 minutos después en compañía de dos hombres chinos. Afirmó sospechar que el incidente fue una represalia por su oposición al Partido Comunista de China (PCC) como miembro del Congreso. El periódico descubrió que, si bien el incidente había sido denunciado a la policía, los investigadores no encontraron pruebas que respaldaran la historia y sospecharon que había sido inventada.

### Salud
Además de su afirmación en octubre de 2020 de que le reemplazaron ambas rodillas, Santos dijo en una entrevista a principios de ese año que le habían diagnosticado un tumor cerebral y recibió tratamiento de radiación. También afirma sufrir una inmunodeficiencia y una bronquitis crónica aguda. Cuando se le preguntó en 2022, su campaña no dio detalles ni respondió preguntas sobre su supuesto tumor cerebral.

### Trabajo caritativo
En su biografía en línea de la campaña de 2020, Santos afirmó que él y su familia habían trabajado de manera caritativa en nombre de los niños nacidos con el raro trastorno genético de la piel, epidermólisis ampollar (EB). Vice News descubrió que nadie involucrado con las pocas organizaciones benéficas que trabajan específicamente con pacientes con EB en los EE. UU. o Brasil había recibido contribuciones, ni había oído hablar de él (bajo ningún nombre que se sepa que Santos haya usado) o de su familia involucrados en esfuerzos para esa área. En algún momento durante 2022, la campaña cambió el sitio web para que ya no mencionara a EB, simplemente diciendo que los esfuerzos caritativos de su familia estaban dirigidos a «ayudar a los niños en riesgo y a los veteranos de Estados Unidos».

## Financiamiento de campañas
Durante su campaña de 2020, un consultor que conoció a Santos lo llamó «una violación ambulante de las finanzas de campaña» y dijo que Santos frecuentemente ofrecía ideas para sortear las restricciones. Una era que los donantes que habían alcanzado su límite donaran a los PAC de otros republicanos, quienes luego le donarían el dinero a él.

### Divulgaciones financieras
Santos presentó los formularios de declaración financiera personal que la Cámara exige a los candidatos al Congreso a principios de septiembre, 20 meses después de la fecha límite, cuando había recaudado $5000 en fondos de campaña. El Leader tomó nota del contraste entre ellos y formularios similares que había presentado para las elecciones de 2020. En 2020, había enumerado un patrimonio neto de $ 5000 y afirmó que su único ingreso era su salario de $ 50 000 en Harbor City Capital; su declaración de impuestos de ese año (fechada en abril de 2023), informó el Comité de Ética de la Cámara, reporta más de $ 90 000 en ingresos totales de Devolder. Más de 80 000 dólares en préstamos que Santos afirmó haber hecho a su campaña ese año fueron, según el comité, en su mayoría ficticios, exagerando enormemente los fondos disponibles de la campaña hasta el punto de que un miembro del personal esperó ocho meses para recibir su pago; Los casi $ 28 000 en reembolsos que la campaña informó haber hecho a Santos fueron, por lo tanto, pura ganancia para él. El abogado de Santos culpó a la tesorera de su comité conjunto de recaudación de fondos (JFC), Nancy Marks, por la incompetencia o mala conducta por los informes; el comité encontró pruebas de que ambos sabían que al menos uno de los préstamos era ficticio, ya que Santos le había informado por mensaje de texto que no tenía suficiente dinero en su cuenta bancaria en ese momento para realizar el préstamo.
Para 2022, dijo que valía entre 2,5 y 11 millones de dólares, incluidos entre 1 y 5 millones de dólares en cuentas bancarias personales, un condominio en Río valorado entre $ 500 000 y $1 millones y los intereses empresariales representan el resto. No informó sobre ninguna propiedad real en los EE. UU., en desacuerdo con afirmaciones anteriores de que era dueño de dos mansiones en Long Island, una de las cuales, en los Hamptons, supuestamente les había dicho a sus compañeros republicanos que la estaba vendiendo por alrededor de $ 10. millones porque rara vez lo usaba (el Leader informó que en ese momento, alguien sin conexión con Santos era dueño de él, y estaba valuado en $2 millón). En 2023, el Comité de Ética de la Cámara de Representantes señaló que el formulario de 2022 no revelaba el salario de Santos en Harbour City, los beneficios de desempleo que había recibido mientras trabajaba para Harbor City y los $ 20 000 que había ganado en transacciones bursátiles, todo durante 2021.
Un préstamo de $ 600 000 que Santos había informado haber hecho a su campaña a principios de año en sus formularios de declaración financiera requeridos para la campaña no figuraba como un pasivo en sus formularios personales, aun cuando había revelado un préstamo de automóvil de $ 20 000 a 50 000 que obtuvo para el Nissan que condujo. Los fiscales federales dijeron más tarde que Marks les dijo que el préstamo había sido ficticio. Santos dijo después que el préstamo era real y que él había sido la fuente; dijo que se realizó en septiembre y octubre de 2022 y no podía explicar por qué Marks había registrado que la transacción tuvo lugar seis meses antes. No afirmó tener ingresos.
Los registros bancarios obtenidos por el Comité de Ética mostraron que Santos efectivamente prestó a su campaña $ 715 000 en cinco cuotas desde su cuenta de ahorros personal y la cuenta corriente de Devolder durante un período de casi un mes a lo largo de septiembre y octubre de 2022. El préstamo siguió a pagos de 800 000 dólares a Santos y dos empresas que él poseía o controlaba. Si bien los pagos parecían estar relacionados con actividades comerciales legítimas, el comité creía que «el momento, los montos y otras circunstancias de los pagos» planteaban la posibilidad de que en realidad estuvieran destinados a beneficiar la campaña de Santos y, de ser así, serían contribuciones de campaña ilegales. No investigó más porque el Departamento de Justicia le pidió que no lo hiciera.
En julio de 2023, su campaña informó haber pagado a Santos 85 000 dólares, más de la mitad del dinero que había recaudado durante el segundo trimestre del año, y dijo que todavía le debían 530 000 dólares. En una entrevista posterior, Santos dijo que pudo aprovechar una red de alrededor de 15.000 «inversores ricos, oficinas familiares, 'instituciones' y dotaciones» después de dejar Harbor City Capital y formar Devolder Organization LLC para conseguir contratos por valor de varios millones de dólares.«Si estás mirando un yate de $20 millones de dólares, mi tarifa de referencia allí puede estar entre $ 200 000 y $ 400 000», dijo. No identificó a ninguno de sus clientes cuando se le pidió que lo hiciera.
En marzo de 2023, se informó que Santos había negociado la venta de un yate en octubre anterior, en la época de los préstamos, justo antes de las elecciones, entre dos de sus principales contribuyentes de campaña. Había negociado la venta del barco de 141 pies (43,0 m), Namaste, con cabañas para 12 invitados y siete tripulantes más cascada, piscina infinita y ducha exterior, por $19 millones. El vendedor era un abogado de Florida cuya esposa había donado más de 10 000 dólares a uno de los comités de campaña de Santos, el comprador era un concesionario de automóviles de Long Island que había donado 17 000 dólares a los comités de Santos (las exesposas del hombre también donaron 10 000 dólares). No se sabe cuánto recibió Santos como comisión por el acuerdo. La transacción no es ilegal en sí misma, pero el momento y los participantes podrían sugerir un intento de eludir los límites de financiamiento de campaña o condicionar sus servicios a la recepción de contribuciones de campaña, cada una de las cuales sería criminal. Las autoridades federales y estatales están investigando las circunstancias. El abogado de Santos dijo más tarde que él no estuvo involucrado de ninguna manera en la venta.
Después de gastar más dinero del que recaudó en el primer trimestre de 2023, Santos informó haber recibido $133 000 durante el segundo trimestre, una cantidad baja para un candidato en un distrito indeciso en este punto del ciclo y considerablemente menos de lo que habían recaudado sus rivales en ambos partidos, mucho menos que otros titulares republicanos de primer año en la región. Todos los donantes nombrados, excepto cuatro, eran de fuera del tercer distrito; muchos eran de California. Los donantes que informaron sus ocupaciones como «cajero a tiempo parcial» o «estudiante» donaron 3300 dólares cada uno. Muchos nunca antes habían hecho contribuciones políticas. Un grupo numeroso tenía apellidos chinos o asiáticos; dijeron al Times que apoyaban la oposición de Santos al PCC, y también apoyaban al multimillonario chino exiliado acusado Miles Guo, a quien Santos ha defendido. Otros dijeron que hicieron las donaciones como una broma o porque admiraban su historial de votación conservadora.
A Santos se le concedió una prórroga de 90 días en el plazo para presentar su declaración financiera de 2023. Todavía no lo había presentado en agosto, cuando expiró, un lapso que podría dar lugar a multas en su contra por parte del Comité de Ética de la Cámara. En septiembre, cuando venció el plazo de gracia de 30 días y Santos aún no la había presentado, dijo que «preferiría llegar tarde, ser preciso y pagar la multa que ser puntual, impreciso y sufrir las consecuencias de un trabajo apresurado». Dijo que como tenía hasta noviembre para presentar su declaración de impuestos sobre la renta de 2022 enmendada, era preferible esperar hasta entonces para asegurarse de que la información en ambos formularios fuera consistente.
El Comité de Ética obtuvo una copia de esa declaración de impuestos, presentada poco antes de que su subcomité de investigación completara su informe. En él, Santos afirmó no tener ingresos, sino más bien una pérdida de más de 70 000 dólares, para 2021, principalmente debido a que Devolder perdió más de 90 000 dólares, lo que, según dijo, «no guarda relación con las finanzas reales de la empresa para 2021». En cambio, la pérdida parecía derivarse de transacciones del año siguiente. Los ingresos negativos de Santos también entran en conflicto con las solicitudes de tarjetas de crédito que completó durante 2021 reclamando más de $100 000 en ingresos anuales. En cuanto a la declaración financiera personal de Santos para 2023, el comité señaló que si bien había pagado el cargo por pago atrasado de $200, al momento de la publicación del informe a mediados de noviembre, era el único miembro del Congreso que no lo había hecho para ese año. Tampoco había presentado los informes modificados de 2021 y 2022 a pesar de los errores y omisiones que el comité le había señalado. «Estos no fueron errores involuntarios, sino errores y omisiones importantes, y la evidencia recopilada por el ISC demuestra que fueron acciones conscientes y deliberadas como parte de una artimaña en curso por parte del representante Santos para fabricar una persona rica», escribió el comité, señalando que ni Santos ni su personal habían iniciado sesión en el sistema informático para presentar informes desde que solicitó una prórroga en mayo. Además de las violaciones de las normas de la Cámara y de las leyes federales pertinentes, añadió el comité, estas fallas también constituyeron violaciones de las leyes y regulaciones tributarias.
No obstante, la campaña presentó su informe del tercer trimestre a mediados de octubre. Informó haber reembolsado 17 000 dólares en contribuciones y haber recibido 674 dólares durante los 90 días que terminaron el 30 de septiembre, una suma muy baja para una campaña en un distrito indeciso donde múltiples contendientes han estado recaudando dinero un año antes de las elecciones. Los gastos ascendieron a 42 000 dólares, lo que dejó a la campaña con 23 000 dólares disponibles. También informó $120 000 en nueva deuda, que según una nota del tesorero parecía haber sido anterior al período del informe.

### Gastos de campaña
Durante su campaña, Santos gastó prodigiosamente; usó fondos de campaña para pagar camisas para el personal de Brooks Brothers, comidas en el restaurante de los grandes almacenes Bergdorf Goodman y 40 000 dólares en billetes de avión, incluso a ubicaciones en California, Texas y Florida, y una estancia en The Breakers en Palm Beach, Florida, parte de 30 000 dólares en facturas de hotel, 14 000 dólares pagados por servicios de coche, y una suma equivalente gastada en un restaurante de Queens. Esa cantidad de pasajes aéreos, señaló más tarde el Times, es mucho más de lo que la mayoría de los candidatos gastan en su primera elección y se acerca más a las cantidades gastadas por los líderes de los partidos que han servido en el Congreso durante años. Dos asistentes de campaña dijeron al Times que el personal estaba cada vez más preocupado durante la campaña porque Santos estaba más interesado en gastar los $3 millones recaudados para la carrera «frívolamente» que ganando las elecciones. La acusación de octubre de 2023 sugiere que al menos $11 000 en gastos en artículos de lujo fue dinero obtenido mediante fraude con tarjetas de crédito y robo de identidad, por parte de Santos supuestamente usando la información de las tarjetas de crédito de los donantes sin su conocimiento o consentimiento, representándose como ellos y desviando esos fondos a una empresa que él controlaba.
El Comité de Ética de la Cámara de Representantes encontró varios casos de gastos personales aparentes durante y después de la campaña que no fueron reportados a la FEC. En febrero de 2022, había gastado 1700 dólares en dos casinos de Atlantic City, 1500 dólares en una tienda de mascotas y cantidades menores en JetBlue, varios minoristas y el parque de diversiones Adventureland en East Farmingdale en Long Island. Se informó una factura de hotel en julio de más de $3000, pero entra en conflicto con el calendario personal de Santos que muestra que estaba en otro lugar en ese momento y no estaba haciendo ninguna campaña. Los cargos por un taxi y un hotel en Las Vegas se hicieron a la campaña durante una época en la que Santos dijo que estaba allí de luna de miel. A finales de noviembre, tras su victoria electoral, la campaña de Santos le transfirió 20 000 dólares, que tampoco quedaron registrados. Gastó 6000 dólares en Ferragamo, retiró 1000 dólares en efectivo de un cajero automático de Queens y, más tarde, 800 dólares en un casino. El resto del dinero lo utilizó para pagar el alquiler.
Los informes financieros de la campaña de Santos enumeraron que una empresa llamada «Cleaner 123» recibió 11 000 dólares durante cuatro meses de alquiler para la vivienda del personal de campaña en el distrito. Vecinos de la casa dijeron que Santos y su pareja parecían haber estado viviendo allí durante ese tiempo.

### Donaciones a otros candidatos
La campaña de Santos y GADS PAC informaron que hicieron contribuciones combinadas de 180 000 dólares a otras campañas republicanas. Una revisión realizada por el Times de los informes financieros de esas otras campañas encontró muchos casos en los que sus informes y los de Santos no coincidían.
El PAC informó haber realizado dos donaciones de 2900 dólares a la fallida campaña primaria de Michelle Bond para la nominación republicana en el vecino 1.º distrito congresional de Nueva York. Los informes de su campaña muestran una única donación de 5000 dólares, 800 dólares menos de lo que informó el PAC de Santos. Las donaciones del PAC a la fallida campaña de Blake Masters para la elección al Senado de los Estados Unidos en Arizona de 2022 son reconocidas por el destinatario, pero los 2000 dólares posteriores del comité de campaña de Santos no lo son, y la campaña de Masters dice que no puede encontrar registros de ellas. La dirección que la campaña de Santos dio para esa contribución, al igual que algunas de las donaciones que Santos informó, era aparentemente ficticia, esta vez en el Mango de Florida.
Este patrón también se extendió a los candidatos republicanos a cargos estatales. Los informes de divulgación de esas campañas archivados en la Junta Electoral del Estado de Nueva York en Albany muestran más de 20 donaciones de la campaña de Santos y sus PAC durante el ciclo electoral 2020-22. No hay informes correspondientes de esas donaciones en las presentaciones ante la FEC de Santos y GADS PAC.
Posteriormente, Politico examinó los informes financieros de la campaña de Santos de 2020 y encontró discrepancias similares en los informes estatales y federales. Poco después de formarse en 2019, el comité de campaña de Santos hizo sus primeras donaciones, 9000 dólares en total, al comité de campaña presidencial de Trump y a dos organizaciones republicanas locales. El primero, de 2800 dólares, no se informa en los documentos de la campaña de Trump y excede el límite del ciclo para las contribuciones de una campaña a otra. El segundo es al «Club Republicano de la Ciudad de Oyster Bay», una entidad inexistente. Los registros del estado de Nueva York de dos organizaciones republicanas que sí usan el nombre de la ciudad no muestran contribuciones de Santos. De manera similar, una contribución de $2000 al Comité Republicano del Condado de Nassau no se refleja en los registros de esa organización. «Es imposible creer que estos tres comités políticos perdieron de forma independiente la pista de las donaciones políticas de la campaña de Santos durante este período», dijo un abogado especializado en finanzas de campaña con el que habló el sitio web.
En abril de 2023, la representante de Texas Beth Van Duyne informó que su campaña nunca había recibido su parte de un JFC creado para una recaudación de fondos realizada con Santos en julio de 2022. En un informe presentado por su tesorera, Nancy Marks, el JFC informó haber recaudado 11 600 dólares. Se gastaron alrededor de 2.000 dólares en el evento, en un restaurante de Garden City, Nueva York; el resto, según el informe, se dividió en partes iguales entre las dos campañas, y cada una recibió casi 5000 dólares. Un portavoz de la campaña de Van Duyne dijo que nunca se les desembolsó dinero y que no realizarán más recaudaciones de fondos con Santos a través de ella. La campaña de Santos no hizo comentarios.
El abogado especializado en finanzas de campaña, Brett Kappel, especuló que el hecho de no compartir el dinero podría indicar que la campaña de Santos estaba utilizando el JFC para evadir los límites de contribución de campaña. Señaló que dos contribuyentes donaron en conjunto $5,800 en agosto, cantidad igual a la cantidad que ya habían aportado directamente, el máximo legal, a la campaña de Santos. Podría haber explicaciones más inocentes, admitió Kappel, como que el cheque se perdiera en el correo, pero en ese caso, los tesoreros de la campaña deberían haberlo resuelto hace mucho tiempo. También señaló que, aunque los tesoreros de campaña de Santos habían presentado informes de despido con respecto al JFC a principios de 2023, la FEC no había obligado a mediados de abril, lo que sugiere que el JFC puede ser objeto de quejas ante la comisión.

### Gastos sin detallar
En un artículo posterior, el Times señaló que la campaña de Santos gastó más de $5000 en vuelos y estadías en hoteles en Washington y West Palm Beach, Florida, para recaudaciones de fondos republicanas en el primer trimestre de 2021, un momento en el que faltaban casi dos años para las próximas elecciones al Congreso y no tenía ningún rival principal. A finales de año, los gastos declarados por Santos para esos viajes habían alcanzado los 90 000 dólares y se habían vuelto más generosos, con cientos de dólares gastados en transporte, hoteles y comida en todo el país.
A principios de 2022, la campaña presentó informes modificados. Entre los cambios realizados se encuentran ajustes al alza en algunos de los gastos que había reportado a finales de 2021. Ahora se informó que una comida de $60 en un restaurante de sushi de Michigan costó $199,99, junto con tres gastos adicionales de esa cantidad exacta en esa fecha. Cinco viajes en Uber y taxi reportados anteriormente pasaron de $267 en total a $445. Un informe modificado posterior, en mayo, no informó ninguna transacción en la fecha a la que se había atribuido previamente la cena de sushi.
Las divulgaciones financieras de la campaña de Santos incluyeron muchos otros gastos por valor de 199,99 dólares, un centavo por debajo del umbral de 200 dólares por el cual las campañas están legalmente obligadas a proporcionar recibos y revelar los destinatarios. Un experto en derecho electoral con el que habló el Times sugirió que esto podría indicar conocimiento de la ley e intención de violarla. Uno de esos gastos fue para un hotel de Miami donde rara vez se alquilan habitaciones por menos de $600 la noche. El Times informó más tarde que otros negocios de Miami donde la campaña informó haber gastado dinero no pudieron encontrar recibos por esas cantidades o dijeron que los gastos no reflejaban los precios de los productos supuestamente comprados.
Posteriormente, Politico comparó los informes de campaña de Santos con otras campañas del Congreso que gastaron cantidades totales similares y descubrió que sólo el nueve por ciento de ellas había registrado gastos en el rango de 199 a 200 dólares. La mayoría de ellos fueron al servicio de videoconferencia Zoom, que ofrece un plan de negocios por 199,90 dólares. De 4300 campañas que presentaron informes durante el ciclo, sólo 25 informaron gastos de exactamente 199,99 dólares; de ellas, la mayor cantidad de veces que se reclamó ese monto fue cuatro, mientras que la campaña de Santos lo reclamó 37 veces. Politico llamó a esto «una improbabilidad estadística».
El Times señaló que las transacciones de 199,99 dólares alcanzaron un total de 1200 pagos separados en el informe modificado de Santos a principios de 2022, por un total de más de 250 000 dólares. Todavía estaban en el informe modificado de mayo de ese año, que había eliminado la mayor factura de la cena de sushi y los gastos de taxi. Al final de la campaña, los gastos totales unificados habían superado los 365 000 dólares, el 12 por ciento de sus gastos totales de campaña y seis veces los de cualquier otro miembro del Congreso de Nueva York. Dado que las regulaciones electorales federales exigen que las campañas detallen todas las transacciones con un proveedor en particular una vez que la cantidad exceda los $200, el Times calculó que la campaña de Santos tendría que haber hecho negocios con más de 1800 empresas distintas para que todas las transacciones unificadas se informaran legalmente como tales. Su campaña enumera 270. Un experto del Campaign Legal Center (CLC) dijo que los informes de la campaña eran «tan ridículos que están completamente equivocados» y sugirió que la campaña estaba encubriendo sus gastos reales.
Santos sugirió en una entrevista posterior que las recurrencias de «$199,99» podrían haber sido errores administrativos que podrían «rectificarse si hay alguna discrepancia».

### Restaurante Il Bacco
Durante sus dos candidaturas al Congreso en 2020 y 2022, Santos informó haber gastado más de 25 000 dólares en Il Bacco, un restaurante popular para eventos republicanos de la ciudad de Nueva York; también había entretenido allí a posibles clientes de Harbour City. La campaña de Santos para 2022 informa que le debe a Il Bacco casi 19 000 dólares por su fiesta de la victoria la noche de las elecciones, además de siete de los casos en los que la campaña había informado haber gastado exactamente 199,99 dólares.
Santos nombró al propietario de Il Bacco, Giuseppe «Joe» Oppedisano, junto con su hija, la gerente del restaurante, para la coalición «Small Business for Santos» de su campaña; Oppedisano, a su vez, donó 6500 dólares a su campaña y sus PAC asociados. El hermano de Oppedisano, Rocco, también donó 500 dólares a la campaña de Santos. Debido a que Rocco no es ciudadano estadounidense y su estatus de residente permanente fue revocado después de que se confiscaran armas y drogas de sus propiedades en 2009, no puede hacer contribuciones de campaña legalmente.

### Comité de acción política
En julio de 2021, Santos prestó a GADS PAC $25 000, cinco veces más de lo que tenía disponible en ese momento; al día siguiente, el PAC donó la misma cantidad a la campaña de Lee Zeldin, un congresista republicano de Long Island que se convirtió en el candidato a gobernador del partido en 2022. A partir de abril de 2022, GADS PAC, para entonces repleto de donaciones de los partidarios de Santos, le pagó en cuatro cuotas durante los dos meses siguientes. Efectivamente, Santos había hecho arreglos para que los contribuyentes de su campaña pagaran el préstamo. En el momento en que se informó, Robert Maguire, experto en el tema de Citizens for Responsibility and Ethics in Washington (CREW), encontró varios aspectos de la transacción «extremadamente extraños», incluido el préstamo de Santos a un PAC (en lugar de a su comité de campaña, como es más típico) y su establecimiento de un leadership PAC para él mismo antes incluso de ser elegido al Congreso (tales PAC son utilizados por líderes de partidos y presidentes de comités o miembros de alto rango, para apoyar a sus colegas). 
El Comité de Ética de la Cámara de Representantes examinó los registros bancarios de Santos, así como los de GADS PAC, y encontró que allí no estaban registrados ni el préstamo de 2021 ni uno de $2000 que supuestamente le hizo Santos un año después. De manera similar, ninguno de los 30 000 dólares en pagos a Santos se realizó realmente. Casi la mitad de ese dinero se entregó a otro comité político de Nueva York; ni ella ni GADS PAC informaron la transacción a la FEC.

### Investigaciones de la FEC
Durante 2021-22, la Comisión Federal de Elecciones (FEC) escribió más de 20 cartas a la campaña de Santos sobre problemas con sus informes de divulgación. Catorce se referían a contribuyentes que aparentemente habían superado el límite de 2900 dólares por ciclo y a información insuficiente sobre los términos y cogarantes o garantías de los préstamos a la campaña. Algunos informes originales también describían ilegalmente que las contribuciones provenían de donantes anónimos. La campaña respondió con informes enmendados y finalmente presentó 36 en total, para los 10 períodos en los que se requirieron informes.
En diciembre de 2022, la FEC escribió a Marks, entonces tesorero de campaña de Santos, sobre los mismos problemas, así como otras posibles violaciones, incluidas contribuciones de aparentes organizaciones políticas no registradas ante la comisión y revelaciones insuficientes sobre otras contribuciones, como el 48- aviso de una hora requerido para contribuciones de más de $1,000 durante los últimos 20 días antes de la elección, después de que se haya presentado el último informe requerido. La campaña tenía hasta el 24 de enero de 2023 para corregir esas violaciones presentando un informe enmendado que enumera toda la información requerida y las acciones correctivas tomadas, como devolver el exceso de fondos o aplicarlos a un candidato o ciclo diferente. El abogado de Santos negó que la campaña de Santos «incurriera en ningún gasto ilegal de fondos de campaña».
También en enero de 2023, la CLC presentó una denuncia ante la FEC por las aparentes violaciones de la campaña de Santos. La denuncia alegaba que Santos utilizó fondos de campaña para pagar gastos personales; ocultó el origen de los 700 000 dólares que había dado a su campaña; y gastos de campaña falsificados. End Citizens United (ECU) presentó quejas por separado ante la FEC, el Departamento de Justicia y la Oficina de Ética del Congreso. Accountable.US presentó una queja adicional ante la FEC a finales de semana, alegando más de 100 000 dólares en contribuciones por encima del límite.
El 24 de enero, la campaña presentó informes modificados ante la FEC abordando las preocupaciones que planteó. Las enmiendas consistieron en gran medida en desmarcar las casillas que decían que dos préstamos a la campaña, incluido el de 750 000 dólares, provenían de los fondos personales de Santos y no proporcionaban las explicaciones requeridas sobre quién había prestado el dinero a la campaña. Otros préstamos, en informes anteriores que fueron modificados, todavía estaban marcados como provenientes de Santos. Los expertos en finanzas de campaña con quienes habló el Times dijeron que eso era muy inusual, al igual que la cantidad de veces que la campaña de Santos tuvo que presentar informes modificados. En una entrevista a mediados de febrero, Santos dijo que el dinero provenía de sus propias finanzas y «sigo sin entender por qué existe esta enorme inquisición e investigación sobre mis prácticas comerciales y su legitimidad».
El 27 de enero, se informó que el Departamento de Justicia pidió a la FEC que suspendiera su investigación mientras los fiscales federales llevaban a cabo una investigación criminal paralela. También el 27 de enero, cinco miembros de la Cámara solicitaron que el fiscal general abriera una investigación sobre violaciones de la ley de campaña y de la Ley de Registro de Agentes Extranjeros. Cuatro días después, la campaña presentó informes de fin de año firmados por un tercer tesorero, incluida una carta de renuncia de Marks fechada el 25 de enero, aunque su firma permaneció en algunos informes fechados posteriormente. Tampoco hubo ningún documento de campaña que confirme la contratación del nuevo tesorero. El puesto fue ofrecido a Thomas Datwyler, quien rechazó el puesto. El 27 de enero, Datwyler solicitó a la FEC que remitiera la situación a la «agencia policial correspondiente para determinar si se ha producido un delito».
A finales de enero, ECU presentó otra denuncia de la FEC contra la campaña de Santos. Señaló los 260 000 dólares que había recaudado después de las elecciones de 2020 como fondo de recuento. Nueva York permite recuentos con cargo al público cuando el margen es estrecho, pero Santos perdió esa elección por un margen mucho más amplio, y el estado no permite que los candidatos soliciten recuentos incluso si están dispuestos a pagar por ellos. El fondo de recuento era entonces innecesario, pero informó haber pagado a varios trabajadores para que observaran el recuento inexistente. ECU también señaló que varios gastos parecen ser duplicados de los que la campaña informó antes de las elecciones. Cuando se le preguntó sobre los informes de campaña modificados y la verdadera fuente del préstamo, Santos dijo que «no tocó nada de mis cosas de la FEC» y que «toda campaña contrata fiduciarios».
En febrero, la FEC informó a Santos que, al igual que en 2021, según sus registros su campaña había recaudado más de 5.000 dólares sin deudas pendientes, lo que lo convertía en candidato a las elecciones de 2024. Le dio hasta el 14 de marzo para declarar si sería candidato en ese momento; Ese día, Santos presentó formalmente un comunicado confirmando su candidatura.

#### Tesorero de campaña
Los informes modificados de la campaña de finales de enero de 2023 también incluyeron a un nuevo tesorero de campaña, Thomas Datwyler, que había trabajado en esa capacidad para la campaña de 2022 de Josh Mandel para la elección al Senado de los Estados Unidos en Ohio de 2022 que luego ganó J. D. Vance hasta que fue reemplazado debido a lo que la campaña dijo a la FEC que era «un número sorprendente de errores inexplicables en los informes». El jefe de gabinete de Santos también había trabajado para la campaña de Mandel. Datwyler dijo que no tuvo nada que ver con la campaña de Santos más allá de rechazar el puesto, y que alguien más había firmado con su nombre en los documentos. La FEC envió otra carta a la campaña de Santos pidiendo aclaración sobre el tema.
A mediados de febrero, la FEC dio a la campaña de Santos hasta el 14 de marzo para nombrar un nuevo tesorero o se le suspendería la posibilidad de recaudar o gastar dinero hasta que lo hiciera. Una semana después, la campaña informó que había contratado a un nuevo tesorero, Andrew Olson, quien dio la misma dirección de Elmhurst que tenía Santos cuando se postuló para el cargo, y donde Tiffany Santos había vivido hasta mediados de enero después de que resolvió un desalojo. caso con el arrendador. Los negocios en la planta baja del edificio le dijeron a CNN que no conocían a ninguna persona con ese nombre que trabajara en esa dirección. «Nunca había visto esto antes: tener un completo misterio como tesorero para un miembro en funciones del Congreso», dijo Jordan Libowitz de CREW.
Olson nunca había trabajado para ninguna otra campaña y no proporcionó un número de teléfono en el formulario. Los funcionarios republicanos locales tampoco habían oído hablar de él. El formulario también describía incorrectamente al comité como un comité nacional del Partido Republicano. El abogado especializado en finanzas de campaña, Brett Kappel, calificó esto como un error «alucinante». «Francamente me sorprendió que alguien presentara eso en esta situación».
The Daily Beast informó en octubre de 2023 que Olson de hecho existió, pero, según Santos, él y Datwyler, un viejo amigo y socio comercial de Olson, acordaron ser una fachada para Datwyler, como pudo haberlo hecho para otros. Campañas republicanas que han atraído el escrutinio regulatorio a nivel estatal. Durante el aparente mandato de Olson como tesorero, los pagos mensuales de la campaña al bufete de abogados Dickinson Wright de Detroit, donde el destacado abogado republicano Charlie Spies es socio, por consultoría legal y política que habían permanecido relativamente pequeños dejaron de informarse, aunque Spies parece haber continuado. Trabajando para Santos. Después de la partida de Olson, su reemplazo informó haber pagado 20 000 dólares de los 90 000 dólares que se le debían a Dickinson, una deuda de la que se había enterado desde que aceptó el trabajo y que aparentemente no se había informado anteriormente. la dirección proporcionada de la empresa era un apartado de correos de Wisconsin utilizado por la consultoría de Datwyler. Un experto en financiación de campañas especuló con el Beast que los pagos a Dickinson Wright podrían en realidad ser un esfuerzo para pagarle a Datwyler por actuar como tesorero de la campaña. El abogado de Datwyler, que anteriormente había negado cualquier conexión entre su cliente y la campaña de Santos y exigió que la FEC investigara cómo se utilizó el nombre de Datwyler en algunas de las presentaciones de Santos, dijo a la FEC más tarde ese mes, cuando retiró las acusaciones de que Datwyler no podía haber sido sincero con él y estaba reconsiderando su representación.
A finales de mayo de 2023, después de ser acusado, Santos presentó una nueva presentación ante la FEC en la que se incluía como tesorero. Si bien esto es legal, los candidatos rara vez lo hacen. En una presentación presentada un día después, anunció que había contratado a Jason D. Boles, anteriormente tesorero de campaña de la representante de la Cámara de Representantes Marjorie Taylor Greene. Cuatro días después, CREW presentó otra denuncia ante la FEC sobre los cambios de tesorero de la campaña en los meses anteriores, alegando que la firma electrónica de Datwyler había sido falsificada y que Olson era completamente ficticio. También envió una copia de la denuncia a Peace, jefe de la división criminal del Departamento de Justicia y director de la oficina del FBI de Nueva York.

### Presunto uso de donantes y donaciones ficticias
Los reporteros de Mother Jones descubrieron a fines de enero de 2023 que muchas contribuciones a la campaña 2020 de Santos procedían de personas cuyos nombres y direcciones eran ficticios o inexistentes, y todas informaron que habían donado a través de WinRed, un procesador en línea de contribuciones de pequeños donantes para los republicanos. Algunas eran de personas reales que negaban haber donado la cantidad reclamada. Estas representaron 12 donaciones por un total de $ 30 000 de los $ 338 000 que Santos informó haber recaudado de contribuyentes individuales. Nueve de esos donantes estaban entre los 45 que figuran en la lista que le dieron a Santos el máximo permitido por la ley tanto para el ciclo primario como para el general. Más tarde, la revista descubrió que los familiares de Santos en Queens, de quienes se había informado que habían donado a su campaña más de 45 000 dólares, negaron haber hecho esas donaciones; uno dijo que no habría podido pagar la cantidad.
Como parte de su investigación sobre los 365 000 dólares en gastos de campaña unificados, el Times encontró algunos donantes de Santos que dijeron que, según informes, habían donado más del límite legal y más de lo que mostraban sus propios registros, a veces en formas que sugerían un intento de hacer las contribuciones parecen legales. Un donante dijo que los $ 20 000 que la campaña informó que había donado ($7000 más de lo que sus registros mostraban en contribuciones a Santos y organizaciones relacionadas) estaban en 24 transacciones separadas, todas las cuales usaban su dirección anterior pero diferentes versiones de su nombre, y afirmó incorrectamente que había una esposa.
Los fiscales federales dijeron más tarde que Marks les había dicho que había hecho contribuciones de miembros de la familia de Santos y de ella en 2021, por lo que podría parecer que la campaña recaudó más de 250 000 dólares de terceros en el tercer trimestre de ese año. Al hacerlo, la campaña calificó para recibir asistencia financiera y logística del Comité Nacional Republicano (RNC). Esas cifras también ayudaron a disuadir a otros candidatos de participar en la carrera por la nominación. Poco después de que Marks se declarara culpable, Santos fue acusado de cargos relacionados con el plan.

### Presunto fraude con tarjetas de crédito y uso indebido de WinRed
TPM informó sobre un colaborador de la campaña 2020 de Santos a quien, después de repetidos contactos y una garantía por parte del personal de campaña de Zeldin de que Santos era un candidato creíble, se le dieron $ 1000 mediante tarjeta de crédito, por teléfono. Decidieron no contribuir a Santos después de eso, pero descubrieron que la factura de su tarjeta de crédito registraba donaciones adicionales a Santos a través de WinRed durante 2021 y 2022, casi $ 15 000 en total, algunas de las cuales excedían los límites del ciclo. WinRed, que ha sido acusada de inscribir a donantes para contribuciones recurrentes que nunca aceptaron, no pudo encontrar ningún registro de esas transacciones y finalmente les reembolsó $ 2000, como sí informan los documentos presentados ante la FEC de la campaña de Santos. El donante, que no cree que los cargos fueran accidentales ya que eran por cantidades diferentes, finalmente recibió un reembolso completo por parte de American Express.
En agosto y septiembre de 2021, el donante le dijo a TPM que su tarjeta también había sido utilizada para hacer dos contribuciones no autorizadas del máximo de $2900 a Tina Forte, la rival republicana de la representante Alexandria Ocasio-Cortez en el distrito vecino al de Santos, de quien nunca habían oído hablar. No fueron los únicos donantes que experimentaron esto. Una mujer que le dio a Forte $25 a través de WinRed descubrió al día siguiente que a su tarjeta le habían cargado $ 5800, una cantidad más de 10 veces cualquier donación que hubiera hecho a través del sitio; recibió un reembolso completo al día siguiente.
En julio de 2023, Jen Remauro, directora de campaña de Forte, dijo al Times que creía que Red Strategies USA, la firma consultora (en parte propiedad de Santos) que había contratado la campaña, había inflado las tarifas cobradas por WinRed en sus informes. Dos años antes, la campaña de Forte había recaudado 42 000 dólares en el trimestre anterior, una cantidad muy reducida por los 35 000 dólares que Red Strategies informó haber pagado a WinRed en «comisiones de tarjetas de crédito». Remauro sabía que WinRed cobraba sólo el cuatro por ciento por transacción y, por tanto, para que la campaña de Forte debiera esa cantidad tendría que haber recaudado más de 800 000 dólares. El siguiente trimestre, el patrón continuó, con Red Strategies pagando a WinRed 51 000 dólares de los 86 000 dólares recaudados. Después de que Remauro se quejó, las presentaciones se modificaron en octubre de 2021 para mostrar un pago de $6200. El abogado de Santos, Murray, culpó de esos errores a Marks, extesorera de campaña de Santos, y dijo que su cliente se arrepintió de haber hecho negocios con ella.
NBC News encontró una discrepancia similar relacionada con el uso de WinRed por parte de la propia campaña de Santos. La plataforma cobra una tarifa estándar del 3,94 por ciento por procesar las contribuciones. WinRed informó haber manejado casi 800 000 dólares en contribuciones para Santos, por lo que el Times calculó que la campaña debería haber pagado a WinRed alrededor de 33 000 dólares. En cambio, la campaña informa haber pagado a WinRed 206 000 dólares, dejando 173 000 dólares sin contabilizar. De manera similar, NBC calculó que para que la campaña de Santos realmente debiera ese dinero, habría tenido que haber recaudado 5,2 millones de dólares a través de WinRed; informó haber recaudado 1,7 millones de dólares en contribuciones individuales totales de todas las fuentes.
La discrepancia podría haber sido simplemente la inclusión errónea de tarifas pagadas a proveedores externos a través de WinRed, una práctica contra la que la plataforma advierte explícitamente. Kappel dijo a NBC que «el tesorero [parece haber tenido] acceso a poca o ninguna documentación de respaldo» al preparar los informes FEC de Santos. «[Esto] podría ser simplemente otro ejemplo de las malas prácticas contables de la campaña».
La acusación formal reemplazante de octubre de 2023 alega un plan que involucra el uso no autorizado de tarjetas de crédito de donantes para realizar contribuciones sin identificar a los donantes involucrados ni explicar cómo la campaña obtuvo su información crediticia. Acusa a Santos de robo de identidad agravado, fraude de dispositivos de acceso y fraude de tarjetas de crédito, todos delitos graves. Cuando el consultor de Santos, Sam Miele, se declaró culpable de fraude electrónico un mes después, admitió haber cometido una conducta por la que no se le habían acusado, en la que había utilizado tarjetas de crédito de donantes sin su permiso y había tergiversado a los donantes cómo se gastaría el dinero recaudado, durante el tres años anteriores. Uno de estos últimos donantes donó a la campaña 470 000 dólares.
En una carta a sus colegas el día que Santos fue expulsado de la Cámara, un colega republicano, Max Miller de Ohio, alegó que Santos había utilizado su información de tarjeta de crédito y la de su madre para realizar grandes contribuciones de campaña no autorizadas e ilegales. Miller dijo que tuvo que gastar miles de dólares en abogados para rectificar la situación y llamó a Santos un «delincuente» en la Cámara. Dijo también en su carta que había visto una lista de 400 personas, incluidos algunos otros congresistas republicanos, defraudados de manera similar por Santos.

### Tergiversaciones en la recaudación de fondos
La campaña de Santos pagó 50 000 dólares en honorarios a Miele, quien había llamado a donantes republicanos afirmando falsamente ser el jefe de personal del entonces presidente de la Cámara de Representantes, Kevin McCarthy, y pidiéndoles que apoyaran a Santos. A mediados de enero de 2023, McCarthy dijo que, aunque tenía «algunas preguntas al respecto», no tenía «ni idea» de la falsedad del currículum de Santos cuando se postuló, ni de que Miele se había hecho pasar por el jefe de gabinete de McCarthy, Dan Meyer. Algunos contribuyentes a la campaña de Santos dijeron que estaban motivados para donarle debido a su supuesta experiencia en Wall Street o su afirmación de ser judío, ambas cosas luego se descubrió que eran ficticias, y se sintieron engañadas a raíz de esas revelaciones. Tras una acusación en agosto por cargos de fraude electrónico, robo de identidad y lavado de dinero, Miele se declaró culpable en noviembre de un cargo de fraude electrónico; su abogado no dijo si había aceptado testificar contra Santos.

### Red Strategies y RedStone Strategies
RedStone Strategies, un súper PAC que apoya a Santos en la carrera y que dijo a los posibles donantes un mes antes de las elecciones que había recaudado 800 000 dólares y que buscaba recaudar otros 700 000 dólares, no se registró en la FEC como organización de campaña. Por tanto, no se sabía quién donó a RedStone o quién lo dirigió; la Organización Devolder y Jayson Benoit, uno de los antiguos compañeros de trabajo de Santos en Harbor City que vivía y era propietario de la dirección de Merritt Island, figuraban como funcionarios de una empresa con un nombre similar en los registros de Florida. No hay constancia de que RedStone haya gastado dinero en publicidad en apoyo de Santos. También se describió a sí misma como una organización 501(c)(4), lo que significa que si bien puede gastar en promoción política siempre que ese no sea su propósito principal, no puede apoyar a candidatos directamente.
RedStone recibió $110 000 en una serie de 76 pagos durante 2021 de la campaña de Tina Forte, cuyo tesorero era el mismo excompañero de trabajo de Santos en Harbor City y copropietario de RedStone junto con Marks y la Organización Devolder. Los informes FEC de la campaña de Forte también tienen algunos problemas, como muchos donantes no identificados y $ 14 000 en reembolsos al candidato por gastos personales no identificados, junto con las acusaciones de los donantes de cargos de crédito no autorizados a través de WinRed.
Remauro, director de campaña de Forte, dijo que Santos recomendó que contrataran a Red Strategies USA, de nombre similar, como consultor en 2021 sin revelar que tenía interés en la firma, e incluso parecía haber fingido estar reuniéndose con sus directores, el ex Harbor. Asociados de Hill, por primera vez junto Remauro. El acuerdo entre la campaña y Red Strategies exigía que la empresa se quedara con el 80 por ciento de los fondos que recaudara, una cantidad que Remauro cree que la campaña estaba tratando de ocultar con sus declaraciones inicialmente infladas de tarifas de tarjetas de crédito WinRed. Recuerda que Marks, el tesorero de la campaña, ignoró repetidamente sus solicitudes de extractos bancarios y de cuentas; sus propios cheques de pago frecuentemente llegaban tarde.
El Comité de Ética de la Cámara informó que un testigo, identificado como trabajando para la campaña de Forte, confrontó a Santos en diciembre de 2021 por no haber revelado su interés en Red Strategies. El testigo señaló que el nombre de Santos estaba en los documentos de constitución presentados en mayo (en realidad era la Organización Devolder). Santos respondió que simplemente había comprado una participación en la empresa en agosto.
RedStone Strategies se formó en noviembre de 2021 tras las quejas de la campaña Forte sobre Red Strategies. Santos se presentó a sí mismo como su «socio administrador» al firmar un contrato con otro proveedor; También utilizó una dirección de correo electrónico de RedStone en su trabajo de presentación de capital. Durante 2022 RedStone le pagó a Santos al menos 200 000 dólares; Santos utilizó un pago de $ 50 000 en octubre durante el mes siguiente para gastar más de $ 4000 en Hermès, pagar algunas suscripciones a OnlyFans y pagar el alquiler y las deudas de tarjetas de crédito.
El 5 de octubre de 2023, Marks se declaró culpable ante un tribunal federal de Long Island de numerosas violaciones de la financiación de campañas. Su acuerdo de culpabilidad recomienda que cumpla entre 42 meses y cuatro años en una prisión federal. Santos fue acusado cinco días después de cargos de fraude electrónico relacionado con el desvío de fondos a RedStone con el pretexto de que era para comprar publicidad televisiva cuando en realidad nada de eso era, ni podría haber sido.

### Rise NY
A finales de 2020, después de que Santos perdiera las elecciones ante Suozzi, Marks y Tiffany Santos establecieron un PAC llamado Rise NY, que pagó a RedStone $6000 en abril de 2022. Posteriormente recaudó dinero de muchos donantes de Santos que habían superado el límite de 2900 dólares para contribuciones directas a la campaña. Los PAC pueden hacer contribuciones ilimitadas a candidatos y partidos, pero no pueden coordinar esfuerzos con las campañas. La cuenta de Twitter de Rise NY publicó relatos de eventos de registro de votantes y mítines que afirmó haber organizado durante la campaña; Rise NY informó haber pagado salarios a parte del personal de campaña de Santos, 10 000 dólares a una empresa que dirige Marks y un salario de 20 000 dólares a Tiffany Santos. También informó de múltiples gastos en Il Bacco, el restaurante italiano de Queens donde la campaña de Santos para 2022 gastó 14.000 dólares, y en una gasolinera cerca del apartamento de Santos en Whitestone. Newsday informó más tarde que, durante dos meses en 2021, Rise hizo los pagos de alquiler de $2600 de Santos, y luego pagó $1800 por tres boletos para que Santos y dos invitados asistieran a una gala patrocinada por Liberty Education Forum, un grupo el PAC donó más de 50 000 dólares. También reportó $6500 en pagos a Santos.
El Comité de Ética de la Cámara de Representantes, al revisar los registros bancarios de las empresas de Rise, RedStone y Santos, encontró «numerosas transferencias no declaradas hacia y desde la cuenta bancaria de la campaña» durante 2022. Algunos fueron a otras cuentas bajo el control de Marks, $ 10 000 a la Organización Devolder, y $50 000 fueron entre Rise y la campaña, en cantidades que excedieron los $ 20 000 en un momento.
Andrew Intrater, el financiero que había perdido la mayor parte de los $ 625 000 que Santos lo convenció para invertir en Harbor City, dijo que su contribución de $ 175 000 a Rise NY no fue declarada al estado en $ 95 000 hasta un informe enmendado posteriormente. Más tarde se enteró de que sus contribuciones habían ascendido al 40 por ciento de la financiación de la organización. Una donación de 25 000 dólares que hizo a RedStone Strategies, supuestamente para una gran compra de anuncios de televisión, nunca fue informada a la FEC porque RedStone nunca se había registrado en ella.
Mother Jones informó a finales de febrero de 2023 que, a pesar de no tener una conexión oficial con Rise, Santos solicitaba regularmente contribuciones y, en algunos casos, entregaba personalmente cheques, incluidos dos por 62 500 dólares cada uno a los comités republicanos del condado de Nassau y de la ciudad de Hempstead, lo que sugiere que tuvo algún papel con Rise. A finales de 2021, más de 55 000 dólares que Santos recaudó diciéndoles a los donantes que el dinero se utilizaría para registrar votantes se desviaron a Outspoken Middle East, una plataforma de noticias de temática LGBTQ dirigida a esa región del mundo.
El franco fundador Charles Moran dijo que se había acercado a Santos para pedirle ayuda financiera; Dado que la contribución era legal para Rise, la aceptó. Richard Grenell, un destacado republicano gay que se desempeñó como embajador de Estados Unidos en Alemania durante la administración Trump, también participó en el inicio de Outspoken; habló en una recaudación de fondos de Santos casi al mismo tiempo y respaldó formalmente a Santos en julio de 2022. Intrater le dijo a Mother Jones que solo se había enterado por ellos sobre el desvío y que Santos le había dicho repetidamente durante 2021 que las contribuciones a Rise se estaban gastando para construir el Partido Republicano en Nueva York.

## Investigaciones y cuestiones legales

### Comité de Ética de la Cámara
En enero de 2023, Ritchie Torres y Dan Goldman, demócratas de la Cámara de Representantes de Nueva York, presentaron una denuncia de ética ante el Comité de Ética de la Cámara por los informes de divulgación financiera de Santos. En marzo, el Comité de Ética de la Cámara de Representantes anunció una investigación formal y creó un subcomité para investigar las acusaciones de no haber proporcionado declaraciones financieras adecuadas a la Cámara, conducta sexual inapropiada y conflicto de intereses.
En junio, el comité anunció que estaba ampliando su investigación para cubrir el fraude de desempleo alegado en la acusación federal de mayo de 2023 contra Santos. Anunció que había buscado la cooperación voluntaria de unos 40 testigos y citó a otros 30.
Dos meses después, el representante Steny Hoyer de Maryland, el demócrata de mayor rango en la Cámara y exmiembro de la dirección del partido, escribió al Comité de Ética pidiéndoles que hicieran público todo lo que habían descubierto hasta ahora sobre Santos. «Ha pasado tiempo más que suficiente para que el [comité] realice una evaluación justa y precisa de la veracidad de las acusaciones contra el representante Santos y del alcance de su mala conducta», dijo.
El 16 de noviembre, el Comité de Ética publicó el informe de su Subcomité de Investigación, acusando a Santos de fraude similar a los que ya había sido acusado penalmente, como desviar fondos de campaña para uso personal, así como dinero recaudado para RedStone Strategies que a los donantes se les dijo que se utilizarían en campañas. El subcomité enumeró algunos de esos propósitos personales, incluidos más de $4000 para Hermès, cirugía plástica y Botox, pagos de facturas de tarjetas de crédito personales y otras deudas, viajes a Atlantic City y Las Vegas que no tenían ningún propósito de campaña, y una pequeña cantidad en suscripciones a OnlyFans. En un comunicado de prensa que acompaña al informe, el comité dijo que «[su] investigación reveló una compleja red de actividades ilegales que involucran la campaña, las finanzas personales y comerciales del Representante Santos... [Él] buscó explotar fraudulentamente todos los aspectos de su candidatura a la Cámara para su beneficio económico personal». Creía que «había pruebas sustanciales de que el representante Santos violó las leyes penales federales, algunas de las cuales son objeto de los cargos pendientes presentados en su contra ante el tribunal». Santos anunció posteriormente que no se presentaría a la reelección, aunque permanecería en el Congreso por el resto de su mandato. Calificó el informe como «una repugnante difamación politizada que muestra lo bajo que ha caído nuestro gobierno federal».

### Resoluciones de expulsión
En mayo de 2023, después de que Santos fuera acusado de cargos federales, Robert Garcia y otros demócratas de la Cámara de Representantes presentaron una resolución para expulsar a Santos de la Cámara, que requiere dos tercios de los votos, o 290 votos, a favor. Debido a que una moción de expulsión es privilegiada, se requirió que los líderes republicanos de la Cámara programaran una votación dentro de los dos días legislativos, presentaran la propuesta o la remitieran al Comité de Ética. Presentaron una moción para enviar la resolución al Comité de Ética. La Cámara aprobó la moción por 221 a 204 siguiendo líneas partidistas; siete demócratas votaron «presente». Después de que Santos fuera acusado de cargos adicionales en octubre, D'Esposito presentó una segunda resolución de expulsión, copatrocinada por los otros cinco estudiantes de primer año de la Cámara Republicana de Nueva York. Después de que el representante Mike Johnson fuera elegido presidente de la Cámara, los patrocinadores actuaron para forzar una votación en el pleno sobre la resolución.
El 1 de noviembre, la moción de expulsión fracasó por 213 a 179, con 19 votantes presentes. El apoyo provino principalmente de los demócratas, a los que se unieron 24 republicanos, mientras que 31 demócratas se unieron a los republicanos en la oposición. La representante de California Katie Porter, una de esas 31, creía que estaba mal expulsar a Santos antes de que su caso hubiera sido resuelto en los tribunales. Santos dijo que el resultado fue una victoria para el debido proceso y descartó la resolución como un truco político de sus colegas preocupados por sus perspectivas de reelección en 2024.
A raíz del informe del Comité de Ética sobre Santos dos semanas después, Garcia anunció que presentaría otra resolución de expulsión, con la expectativa de que se votaría después del receso de Acción de Gracias. Se consideró posible que algunos de los representantes que habían votado anteriormente en contra de la expulsión de Santos reconsideraran sus posiciones a raíz del informe. Uno de ellos, el demócrata de Maryland Jamie Raskin, dijo que votaría a favor de la expulsión, ya que «[l]as conclusiones del informe son extremadamente condenatorias».
El representante Michael Guest, presidente del Comité de Ética, presentó su propia resolución de expulsión después de que se publicó el informe. Durante el receso navideño, Santos dijo en un X Space que esperaba ser expulsado la semana siguiente cuando regresara el Congreso. Dijo que «lo usaría como una insignia de honor», llamó a Guest pussy («maricón») y dijo que nadie de Misisipi iba a expulsar a un neoyorquino del Congreso. Santos dijo que era hipócrita por parte de la Cámara expulsarlo.
El 1 de diciembre, la Cámara votó a favor de expulsar a Santos, 311-114. Específicamente, 206 demócratas y 105 republicanos votaron a favor de la resolución; y dos demócratas y 112 republicanos votaron en contra de su expulsión. Hubo 10 representantes que no votaron, dos votaron presentes y el resto ausente. Es el sexto miembro de la Cámara expulsado.

### Cargos de fraude de cheques brasileños
Después de obtener su diploma equivalente a la escuela secundaria, Santos pasó un tiempo en Brasil. En 2008, falsificó cheques, robados a un hombre al que cuidaba su madre, para comprar ropa por valor de R$ 1313 (unos 700 dólares estadounidenses). Dio su nombre como Délio. Al emitir los cheques, Santos presentó una identificación con su fotografía pero con el nombre del propietario del cheque. El dueño de la tienda empezó a sospechar cuando las firmas de dos cheques no coincidían. Unos días después vino otro joven a devolver uno de los pares; el dependiente de la tienda, que había tenido que cubrir la pérdida, localizó a Santos a través del perfil de Orkut del hombre. Posteriormente, Santos admitió el robo en un mensaje al empleado y confesó a la policía antes de ser acusado de fraude con cheques en 2010. El caso fue archivado por un tribunal brasileño en 2013 porque las autoridades no pudieron localizar a Santos.
En enero de 2023, los fiscales del Estado de Río de Janeiro anunciaron que reavivarían los cargos de fraude ya que sabían dónde estaba Santos. En marzo de 2023, los fiscales anunciaron un acuerdo de colaboración premiada con Santos, y en mayo de 2023, Santos resolvió formalmente los cargos por cheques sin fondos; según el acuerdo, acordó pagar 24 000 reales brasileños (casi 5000 dólares estadounidenses), la mayor parte compensará al vendedor defraudado y el resto se donará a organizaciones benéficas.

### Desahucios y sentencias impagas
Santos fue desalojado de propiedades alquiladas en Queens (en Jackson Heights, Whitestone y Sunnyside) tres veces a mediados de la década de 2010 por impago de alquiler. Yasser Rabello, antiguo compañero de cuarto, describió haberse mudado al primer apartamento en diciembre de 2013, después de hacerse amigo de Santos poco después de mudarse a la ciudad. Solo tenía dos dormitorios y un baño; Santos lo compartió con su madre, su hermana y luego su novio; su compañera de cuarto Morey-Parker recuerda que todos los meses se enviaban avisos de desalojo, que nuevos compañeros de cuarto pasaban rápidamente por el apartamento, y que las finanzas personales de Santos fluctuaban enormemente: «[Él] iba a los bares con fajos de billetes de cien dólares y, tres días después, no tenía dinero». A Santos se le cerró la entrada al apartamento en el verano de 2014 y le dijo al tribunal de vivienda que necesitaba acceso al apartamento para alimentar a sus peces, a lo que un excompañero de cuarto dijo más tarde que los peces nunca habían existido.
Santos firmó un contrato de arrendamiento de una casa unifamiliar en Whitestone en 2014. En 2023, su novio, Pedro Vilarva, le dijo al Times que había salido con Santos durante varios meses antes de mudarse juntos; que Santos había afirmado que obtendría dinero de una inversión que había hecho en Citigroup, por lo que Vilarva pagó la mayor parte de las facturas; y que Santos «nunca jamás fue a trabajar». La relación se agrió a principios de 2015 cuando Vilarva dejó de creer en las promesas de Santos de que pagaría un viaje a Hawái para proponerle matrimonio, y después de que Vilarva llegó a creer que Santos había tomado su teléfono celular para empeñarlo, descubrió los cargos brasileños de 2013 contra Santos y se mudó.
Santos permaneció en la casa hasta noviembre de ese año, debiendo un mes y medio de alquiler. Su casera solicitó el desalojo y él aceptó irse antes del 24 de diciembre y pagarle $2250 de alquiler atrasado, le dijo al tribunal que la enfermedad de su madre había afectado drásticamente su capacidad para trabajar, pero que pronto podría pagar el dinero de «préstamos comerciales». A mediados de enero de 2016, le dijo al Tribunal de Vivienda de Queens, en una declaración firmada bajo juramento, que le robaron el dinero cuando se dirigía a pagar el alquiler atrasado y que la policía no pudo tomar un informe en ese momento, diciéndole para volver más tarde. No hay constancia de que lo haya hecho nunca.
En octubre de 2015, un juez de un tribunal de procesos monitorios ordenó a Santos pagarle a Peter Hamilton $ 5 000 más intereses para pagar un préstamo que Hamilton le hizo a Santos en septiembre de 2014 para gastos de mudanza. En diciembre de 2022, Hamilton dijo a The Times que no se había pagado la sentencia.
En el tercer caso de desalojo conocido de Santos, en 2017, un tribunal de Queens dictó una sentencia civil de 12 208 dólares en su contra. Nuevamente, en el tribunal de vivienda, dijo que buscaría asistencia de emergencia para el alquiler. Santos le dijo al Post que la enfermedad de su madre había obligado a su familia a endeudarse en ese momento; en diciembre de 2022 aún tenía que pagar el alquiler que debía y dijo que «lo había olvidado por completo».

### Friends of Pets United
Santos afirmó haber rescatado más de 2500 animales como fundador y operador de una organización benéfica llamada Friends of Pets United (FOPU) de 2013 a 2018. Las afirmaciones no están fundamentadas; exvoluntarios y asociados describieron al grupo como desorganizado y dijeron que se salvaron muchos menos animales. FOPU nunca recibió el estatus de exención de impuestos como organización sin ánimo de lucro por parte del IRS, no estuvo registrada como una organización benéfica ante el gobierno del estado de Nueva York y no estuvo registrada en el Departamento de Agricultura y Mercados del Estado de Nueva York (como lo era requerido para todas las organizaciones de rescate en el estado a partir de septiembre de 2017). El contratista responsable de brindar servicios relacionados con animales a la ciudad de Nueva York dijo que no trataba con FOPU y que el grupo no estaba autorizado a sacar perros de los refugios de la ciudad. Santos dijo en diciembre de 2022 que él «era el tipo que recogía caca, limpiaba, traía gente, hacía campañas en línea» y que había «un grupo más amplio de personas que ayudaban» a la FOPU; en febrero de 2023, dijo que «nunca manejó las finanzas» de la FOPU.
Una operadora de rescate de Nueva Jersey que dijo que Santos había colocado algunos perros legítimamente con su ayuda empezó a sospechar de él cuando afirmó repetidamente a lo largo de 2018 que estaba cerrando su organización y que necesitaba un lugar para colocar a los últimos perros de FOPU; la operadora de rescate dijo que conversó con una amiga que trabajaba en rescate de animales y que había compartido experiencias similares con Santos.

#### Cargos de robo
En noviembre de 2017, Santos fue acusado de robo mediante engaño en el condado de York, Pensilvania, después de haber recibido cheques sin fondos a un criador de perros amish desde su cuenta. Días después de haberle dado al criador un cheque de $ 15 125 por «cachorros», Santos y FOPU organizaron un evento de adopción en una tienda de mascotas con una variedad de perros de pura raza. Después de que el cheque fue rechazado, se presentaron cargos en Pensilvania contra él. Tiffany Bogosian, amiga de la escuela de Santos de Queens, ayudó a que se retiraran los cargos después de que él le dijera que le habían robado la chequera en 2017 y que había recibido una orden de extradición de Pensilvania en su dirección de Nueva York en 2020. Ella argumentó con éxito que las firmas en los cheques no eran las de Santos, y el caso contra Santos fue desestimado en mayo de 2021, después de que Santos finalmente pagara al granjero que presentó el informe policial. El historial de Santos fue purgado en noviembre de 2021.
En febrero de 2023, The Washington Post informó que otros tres criadores de perros amish alegaron que no presentaron denuncias policiales contra Santos y que nunca les pagaron.

#### Acusaciones de malversación de fondos
En enero de 2023, el veterano retirado de la Marina estadounidense Richard Osthoff y el oficial de policía retirado Michael Boll acusaron a Santos de haber robado fondos donados a una recaudación de fondos de GoFundMe. En mayo de 2016, Osthoff no tenía hogar y le dijeron que la cirugía para extirpar un tumor estomacal potencialmente mortal de su perro de servicio costaría 3000 dólares. Un técnico veterinario le recomendó contactar al dueño de FOPU, Anthony Devolder, uno de los alias de Santos, quien luego creó una página de GoFundMe. Después de que la recaudación de fondos alcanzó su meta de $ 3000 en junio, Santos la cerró y retiró el dinero. Osthoff, Boll y GoFundMe no recibieron fondos y el perro murió en enero de 2017. GoFundMe prohibió a Santos, quien había organizado la recaudación de fondos, a finales de 2016. Santos negó haber estafado a Osthoff; en octubre de 2023 negó siquiera conocerlo ante el Times, que informó haber recibido mensajes de texto que sugerían lo contrario. El FBI está investigando las acusaciones de Osthoff.
El técnico veterinario que había recomendado a Santos a Osthoff dijo que Santos luego se ofreció a recaudar fondos para reparar su granja en Nueva Jersey para que pudiera usarse para el rescate de animales. La FOPU celebró un evento de recaudación de fondos en 2017, cobrando 50 dólares por asistente y finalmente recaudó 2165 dólares, con Santos controlando el dinero. El técnico veterinario dijo que Santos fue esquivo y nunca le entregó nada de lo recaudado, sino que solo le dio excusas para no transferir el dinero.
El dueño de una tienda de mascotas de Staten Island le dijo al Times que, después de una exitosa serie de eventos para recaudar fondos, Santos, a quien el dueño de la tienda conocía bajo el nombre de Anthony Devolder, le pidió que le hiciera el cheque a él personalmente en lugar de a FOPU. El propietario se negó, pero luego vio que en la línea del beneficiario del cheque cancelado, FOPU había sido tachado y reemplazado con «Anthony Devolder».
Un operador de rescate de mascotas en El Bronx le dijo al Times que después de que Santos se jactara de su experiencia en Wall Street y sus conexiones con ella para asegurarle que podía recaudar miles de dólares para su organización, realizó una recaudación de fondos en marzo de 2017 y luego le envió un cheque por $400. Dejó de trabajar con él, creyendo que estaba prometiendo demasiado o estaba desviando su atención.

### Robo de tarjetas de crédito
CBS ha informado que el nombre de Santos surgió en un plan internacional de robo de tarjetas de crédito en 2017 perpetrado en Seattle por brasileños. Después de que Gustavo Ribeiro Trelha, un brasileño que vive en Orlando, fuera arrestado usando un skimmer de tarjetas en un cajero automático, una búsqueda en su automóvil encontró una caja de FedEx vacía con la dirección del remitente de una de las antiguas residencias de Santos en Winter Park, que luego se informó que había arrendado conjuntamente con Santos, el mismo que aparece en una multa de tránsito de Florida emitida a Santos en octubre de 2016. CBS informó más tarde que dos agentes del Servicio Secreto entrevistaron a Santos en Nueva York; les entregó voluntariamente dos de sus teléfonos móviles. El caso sigue abierto, pero hasta febrero de 2023 Santos no ha sido identificado como sospechoso.
Después de que se conociera la historia en 2023, Trelha hizo una declaración jurada al FBI de que había cometido el crimen a instancias de Santos, quien también le había enseñado cómo configurar el dispositivo y la cámara necesarios para robar contraseñas y cómo clonar cajeros automáticos y tarjetas de crédito. Los dos tenían un acuerdo para dividir las ganancias, dijo Trelha, pero después de su arresto, Santos se quedó con todo el dinero, incumpliendo su promesa de contratar a un abogado defensor de primer nivel y pagar la fianza de Trelha. En ese momento dijo que se negó a informar a las autoridades federales porque Santos había amenazado con denunciar a sus compañeros de cuarto de Orlando a las autoridades de inmigración porque se encontraban en Estados Unidos ilegalmente.
Santos dijo a los periodistas el día después de que Politico informara la declaración de que era inocente. «Nunca hice nada de actividad criminal, y no tengo ningún evento autor intelectual». Dijo que sólo había visto a Trelha «un par de veces en mi vida» y que había ayudado voluntariamente a todas las agencias policiales que se comunicaron con él: «Conseguí información para ellos. Hice que todos fueran arrestados y deportados».

### Acusación de acoso sexual
También en febrero de 2023, Derek Myers, el posible miembro del personal que grabó en secreto a Santos admitiendo «errores de juicio» al hacer algunas de sus afirmaciones, presentó una denuncia de acoso sexual contra Santos ante el Comité de Ética de la Cámara, alegando que Santos le había tocado la ingle de manera inapropiada mientras lo invitaba a un bar de karaoke y le dijo a Myers que su marido estaba fuera de la ciudad. Myers también alegó que Santos había violado las reglas de la Cámara al hacerlo trabajar como voluntario durante una semana antes de que se procesara su documentación. Santos negó la acusación. En junio, Myers le dijo al Comité de Ética que había conseguido el trabajo después de enviar siete pagos de 150 dólares cada uno al director de operaciones de Santos.
En su informe de noviembre, el comité dijo que no podía fundamentar la acusación. Myers (no identificado en el informe) había dicho que el incidente ocurrió mientras él y Santos estaban solos en la oficina revisando el correo de los electores. Sin embargo, los testigos dijeron al comité que el personal no quería que alguien externo a la oficina revisara el correo y que Santos nunca había estado a solas con Myers ese día. El comité también notó inconsistencias en el testimonio de Myers y su admisión de que después del incidente lo denunció al FBI con la esperanza de cobrar dinero como informante.

## Acusación federal
En mayo de 2023, un gran jurado de la Cortel de Distrito de los Estados Unidos para el Distrito Este de Nueva York acusó a Santos de 13 cargos penales: siete cargos de fraude electrónico, tres cargos de lavado de dinero, un cargo de robo de fondos públicos y dos cargos de hacer declaraciones materialmente falsas a la Cámara de Representantes. Los fiscales acusaron a Santos de «tres esquemas distintos»: solicitud fraudulenta de contribuciones políticas, fraude de beneficios de desempleo y declaraciones falsas en los informes financieros que presentó a la Cámara de Representantes. En el esquema de solicitud fraudulenta, Santos supuestamente persuadió a dos partidarios para que donaran $25 000 cada uno a una compañía de responsabilidad limitada controlada por él y luego usó el dinero para gastos personales. Les dijo que era un Super PAC y que con el dinero comprarían anuncios de televisión para apoyar su campaña. Durante la pandemia de COVID-19, Santos también supuestamente obtuvo un total de $24 000 en beneficios de desempleo desde mediados de 2020 hasta abril de 2021, mientras recibía un salario anual de $ 120 000.
En la lectura de cargos el día en que se reveló la acusación, Santos se declaró inocente y se le concedió la libertad provisional previa al juicio con una fianza de 500 000 dólares con condiciones, incluida la entrega de su pasaporte y la restricción de sus viajes a Long Island, la ciudad de Nueva York y Washington D. C.. Dijo a los periodistas que se trataba de una «caza de brujas» y que todavía se postulaba para la reelección en 2024.
Los fiscales entregaron 80 000 páginas de material a los abogados de Santos para junio de 2023.
Los nombres de los garantes de la fianza de 500 000 dólares de Santos estaban inicialmente sellados. Los medios de comunicación intentaron revelar los nombres de los garantes, moción a la que Santos se opuso. La jueza de distrito Joanna Seybert denegó la apelación de Santos y ordenó que se revelaran los nombres; se reveló que eran el padre de Santos, Gercino dos Santos Jr., y la tía de Santos, Elma Santos Prevenand. No se les había exigido que ofrecieran dinero en efectivo ni propiedades como garantía para la fianza, pero serían responsables del monto total si Santos huyera.
En agosto de 2023, Santos dijo que no consideraría un acuerdo de culpabilidad en ese momento, pero un mes después, los fiscales le dijeron al juez que ambos estaban compartiendo evidencia nueva y sustancial con Santos y su abogado mientras buscaban «posibles caminos a seguir» con ellos, lo que generó especulaciones sobre un posible acuerdo de culpabilidad, lo que Santos ha negado.
La declaración de culpabilidad de Marks en octubre fue vista como un revés para Santos, referido como «co-conspirador número 1»  en su acuerdo de declaración de culpabilidad, debido a las falsificaciones en sus informes financieros de campaña que ella había admitido haber hecho. «De una forma u otra, el gobierno va a utilizar esa información en su caso», dijo un profesor de derecho. Kappel dijo que eran «malas noticias» para él, y señaló que la falta de una disposición en el acuerdo de que ella continúe cooperando puede indicar que el gobierno tiene pruebas suficientes que implican a Santos para creer que su testimonio no sería necesario para condenarlo. Su acuerdo de culpabilidad alude a intercambios de mensajes de texto y correos electrónicos entre ella y Santos.

### Acusación sustitutiva
Cinco días después de la declaración de Marks, los fiscales presentaron una acusación formal sustitutiva, alegando 10 delitos graves adicionales cometidos por Santos, entre ellos conspiración contra Estados Unidos, fraude electrónico, robo de identidad agravado, fraude con tarjetas de crédito y lavado de dinero. Estos cargos surgieron no sólo del mismo esfuerzo por engañar al RNC que Marks había admitido, sino también del uso no autorizado de tarjetas de crédito de donantes, el dinero recaudado por RedStone al tergiversar su estatus político y el propósito del gasto, gran parte del cual Santos supuestamente convirtió para gastos personales en ropa y otros artículos de lujo. En una comparecencia ante el tribunal el 27 de octubre, Santos se declaró inocente de los nuevos cargos.
Santos se enteró de los cargos adicionales cuando los periodistas lo interrogaron después de salir de una reunión de la Conferencia Republicana de la Cámara de Representantes donde dijo que no había tenido acceso a su teléfono. Los calificó de «tonterías» y explicó que no había manejado ninguno de sus informes financieros de campaña. «Ni siquiera sabía qué diablos era la FEC» cuando se postuló por primera vez, dijo Santos. Más tarde los atribuyó a los errores y malas prácticas de Marks.

## Otros emprendimientos
Tras su expulsión del Congreso, Santos comenzó a ofrecer videoclips en la plataforma Cameo. Inicialmente había cobrado 75 dólares por vídeo, elevando su precio a 500 dólares por vídeo en menos de tres semanas. Steven Galanis, uno de los cofundadores del sitio web, dijo que los videos de Santos representaron uno de «los mejores lanzamientos que jamás haya tenido [el sitio web]». Se ha observado que esto podría generarle mucho más que «el salario de 174 000 dólares que ganaba como miembro del Congreso». El senador John Fetterman gastó 343 dólares en un cameo de George Santos, como broma contra su colega, Bob Menendez. El comediante Jimmy Kimmel pagó por videos para ver si «hay una línea [que Santos] no cruzaría». Kimmel no transmitió los videos en su programa, luego de que Santos exigiera $ 20 000 por el derecho de transmitir los videos.

## Vida personal
Santos es abiertamente gay. Estuvo casado con una mujer de 2012 a 2019, a pesar de haber estado fuera del armario anteriormente, pero vivió con hombres con los que estuvo involucrado desde 2013 en adelante. En octubre de 2022, dijo a los medios: «Soy abiertamente gay, nunca he tenido problemas con mi identidad sexual en la última década». Dos meses después, dijo en otra entrevista: «Me casé joven, y me casé con una mujer joven en ese momento, y estábamos prácticamente enamorados». Amigos, excompañeros de trabajo y compañeros de cuarto que Santos ha tenido a lo largo de su vida adulta dicen que nunca ha dejado ninguna duda de que era gay. Sus compañeros de trabajo en Dish, que entendían que Santos era gay, especularon cuando les habló del matrimonio con una mujer en 2012 que tal vez lo necesitaba para acceder a la riqueza familiar que afirmaba, para apaciguar las preocupaciones de su familia sobre su sexualidad, o que era para propósitos de inmigración.
Santos no reconoció ampliamente su matrimonio con la mujer, de nacionalidad brasileña, hasta que se informó en diciembre de 2022; ese mes le dijo al New York Post: «Salí con mujeres en el pasado. Me casé con una mujer», y agregó que estaba «OK con mi sexualidad. La gente cambia». Los registros muestran que una solicitud para disolver el matrimonio en mayo de 2013 fue retirada en diciembre del mismo año. Cuatro meses después, Santos presentó una petición de inmigración basada en la familia en nombre de su esposa; fue aprobado en julio de 2014, lo que generalmente se ve como una señal de que el Servicio de Ciudadanía e Inmigración de los Estados Unidos creía que el matrimonio era válido.
En 2020, Santos dijo que tenía como pareja a un hombre llamado Matheus Gerard, a quien posteriormente llamó su esposo. Santos dice que la pareja se casó en noviembre de 2021.

## En la cultura popular
Saturday Night Live presentó a Bowen Yang como Santos tanto en el segmento de apertura como en el Weekend Update de su episodio del 21 de enero de 2023. Yang repitió el papel en el episodio del 11 de marzo durante un segmento de apertura que parodiaba la alfombra roja de los Oscar 2023, donde afirmaría ser Tom Cruise. Regresó por tercera vez en el episodio del 21 de octubre, sosteniendo a un bebé durante el segmento de apertura construido en torno al fracaso del representante Jim Jordan en ser elegido sucesor de McCarthy como presidente de la Cámara de Representantes.
El comediante Jon Lovitz interpretó a Santos en The Tonight Show Starring Jimmy Fallon, lo que resultó en una breve disputa en Twitter entre los dos. Harvey Guillén y Nelson Franklin parodiaron a Santos en The Late Show with Stephen Colbert y Jimmy Kimmel Live!, respectivamente. Mientras hacía de anfitrión de la 95.ª edición de los Premios Óscar el 12 de marzo de 2023, Jimmy Kimmel bromeó diciendo que Santos fue el «último equipo director en ganar un Oscar».
El 4 de diciembre de 2023, Kimmel presentó un nuevo segmento en su programa Jimmy Kimmel Live! con los videos de Santos en Cameo, solicitando de forma anónima una serie de videos de Santos que tenía la intención de reproducir a lo largo de varios episodios. Posteriormente, Santos afirmó que Kimmel le pagó menos porque no sabía que los videos se utilizarían con fines comerciales, afirmando que Kimmel le debía «21 800 dólares y cambio».
En diciembre de 2023, se informó que Frank Rich estaba desarrollando una película sobre su vida para HBO Films.

## Obras citadas
- Investigative Subcommittee (2023). «In the Matter of Allegations Relating to Representative George Santos» (en inglés). Comité de Ética de la Cámara de Representantes de los Estados Unidos. Archivado desde el original el 16 de noviembre de 2023. Consultado el 17 de noviembre de 2023.
- Chiusano, Mark (2023). The Fabulist: The Lying, Grifting, Stealing And Very American Legend of George Santos. Nueva York: One Signal Publishers. ISBN 9781668043677.

## Lectura adicional
- «George A. Devolder Santos: A false resume Santos used in 2019». The New York Times (en inglés). Archivado desde el original el 11 de enero de 2023.
- «Campaign of Deceit: The Election of George Santos | CBS Reports». CBS News (en inglés). 10 de febrero de 2023. Consultado el 11 de febrero de 2023.
- Lans, Chanteé; Hartmann, Emily (28 de junio de 2023). «Who is George Santos? The Man, the Myths, the Lessons of the Republican Congressman from New York». ABC7 New York (en inglés). Consultado el 18 de julio de 2023.